# Biserica de lemn romano-catolică din Valea lui Pavel

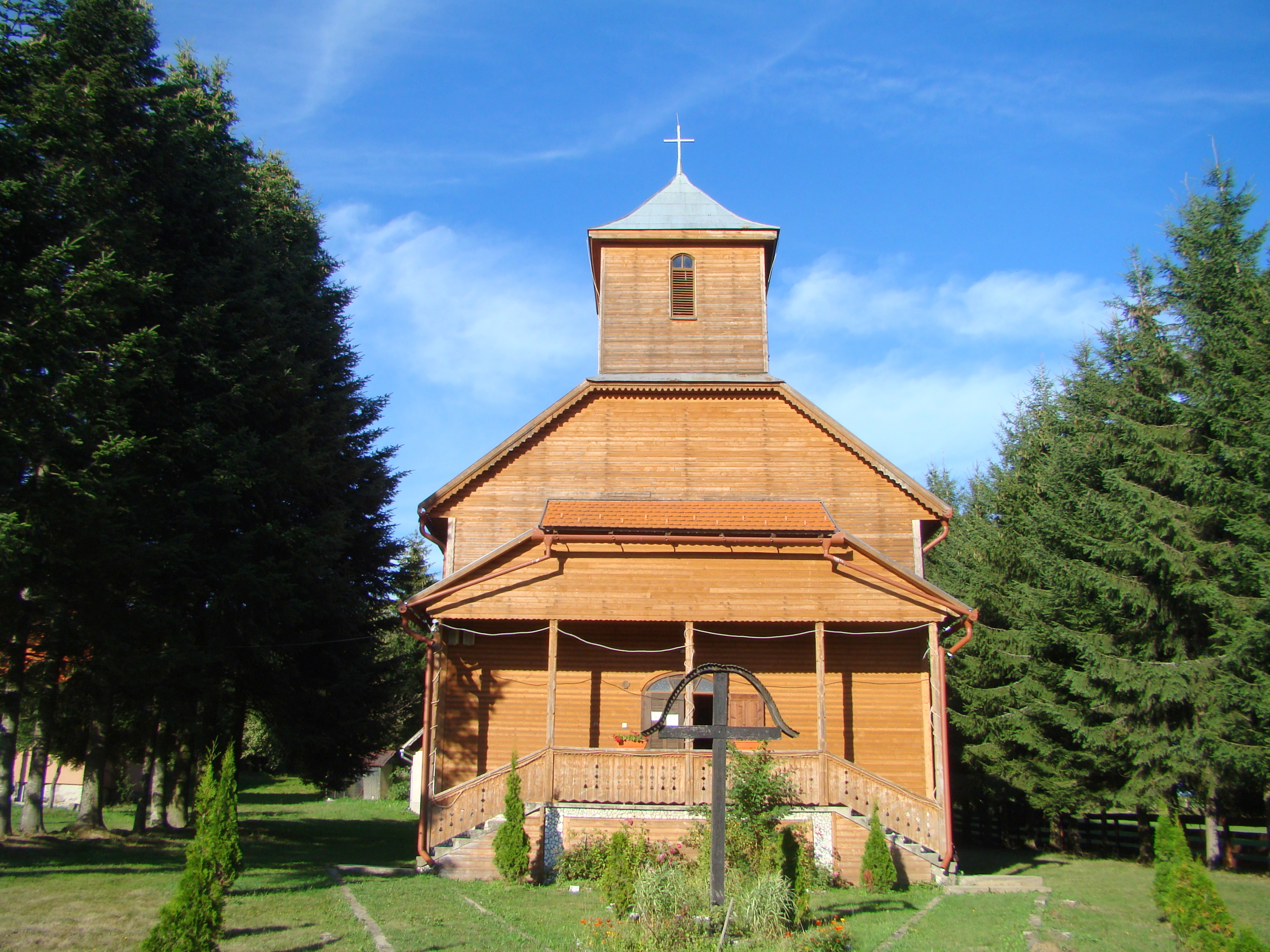
Biserica de lemn romano-catolică din Valea lui Pavel (august 2020)

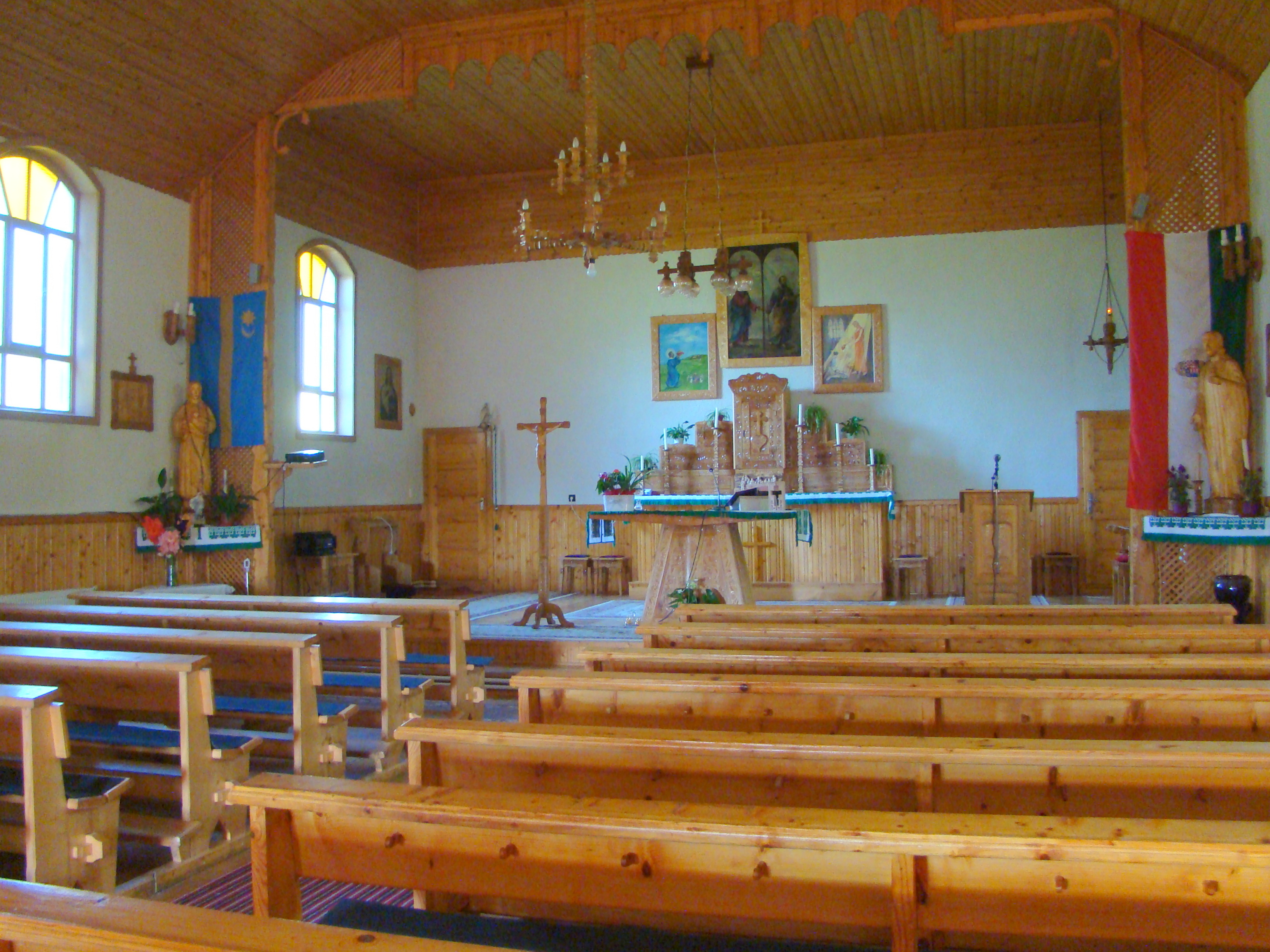
Nava spre altar

Biserica de lemn romano-catolică din Valea lui Pavel este un lăcaș de cult aflat pe teritoriul satului Valea lui Pavel, comuna Corund, județul Harghita. Se remarcă prin dimensiunile mari pentru un lăcaș de cult construit integral din lemn, altitudinea și pitorescul locului în care se află.

## Localitatea
Valea lui Pavel (maghiară Pálpataka) este un sat în comuna Corund din județul Harghita, Transilvania, România. Sat risipit, la o altitudine de 900-1000 metri deasupra nivelului mării, este menționat ca și cătun al Corundului încă din 1550. A devenit sat independent la începutul secolului al XX-lea, fiind menționat cu numele de Pálpataka în 1910.

## Biserica
Catolicii reprezintă confesiunea dominantă în satul Valea lui Pavel și comuna Corund, Valea lui Pavel fiind parohie de sine stătătoare. Biserica are hramul „Sfinții Apostoli Petru și Pavel” și a fost reconstruită în anul 1994. Clopotnița de lemn avea o vechime de peste o sută de ani.

## Imagini din exterior

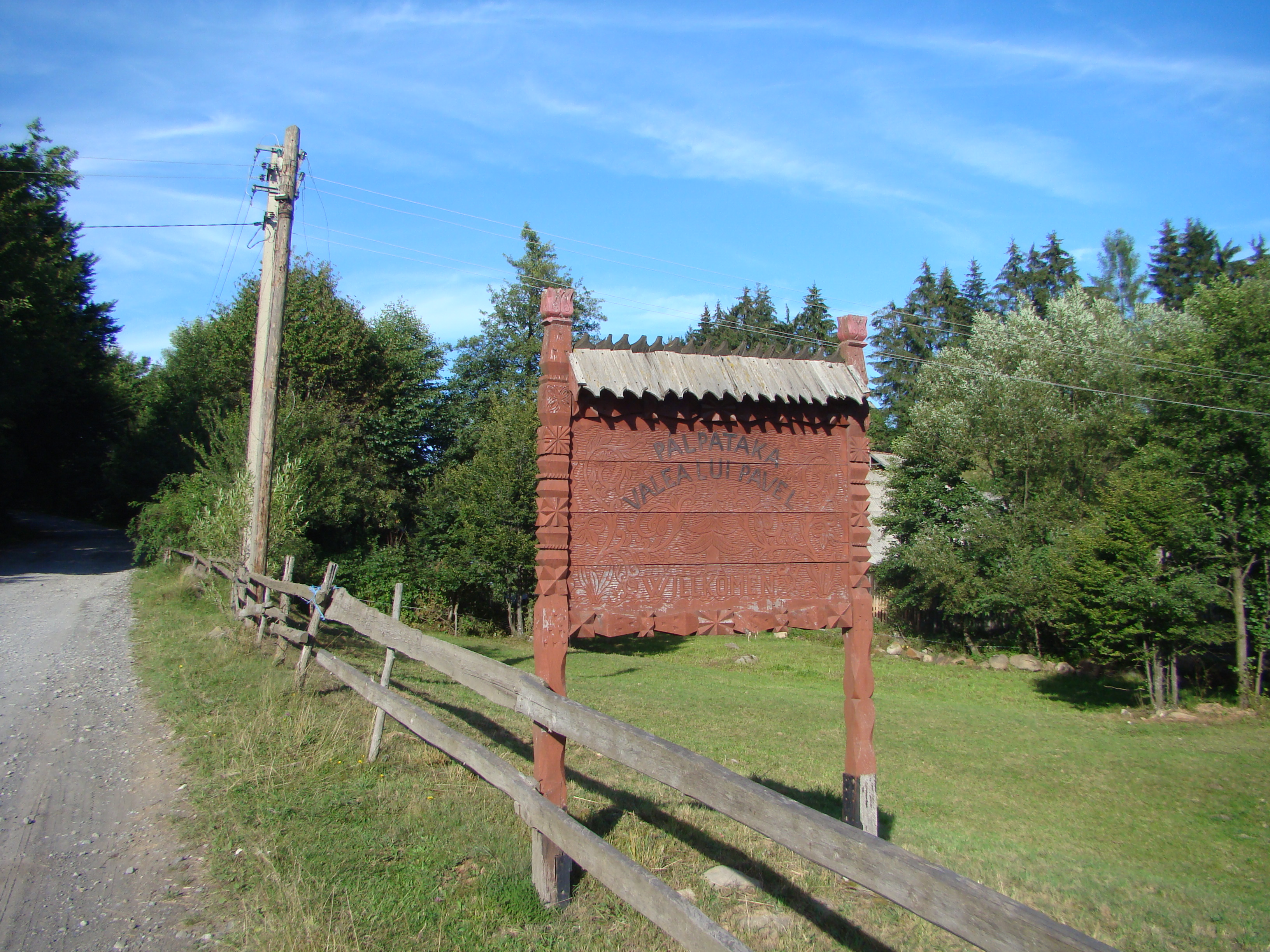
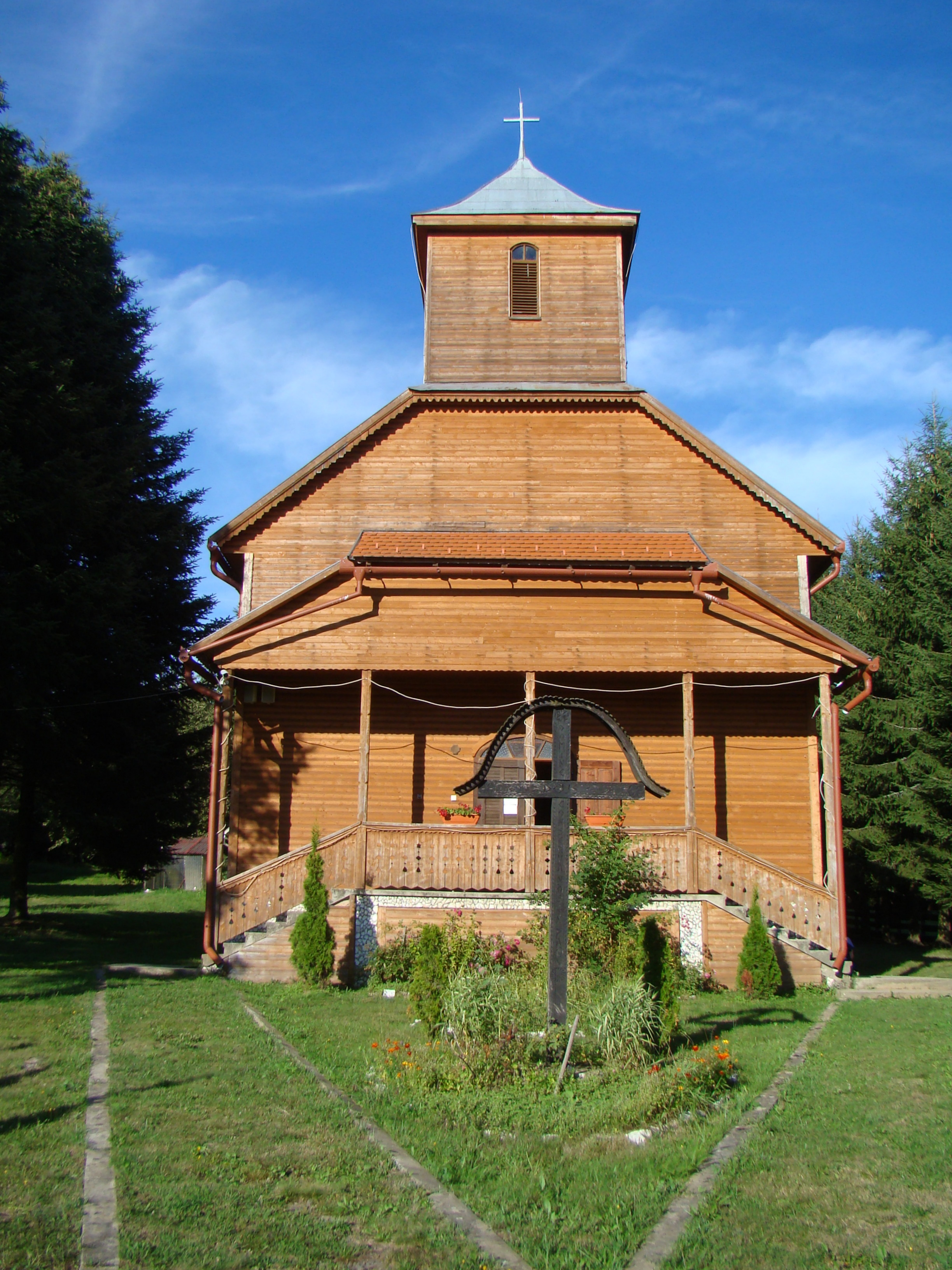
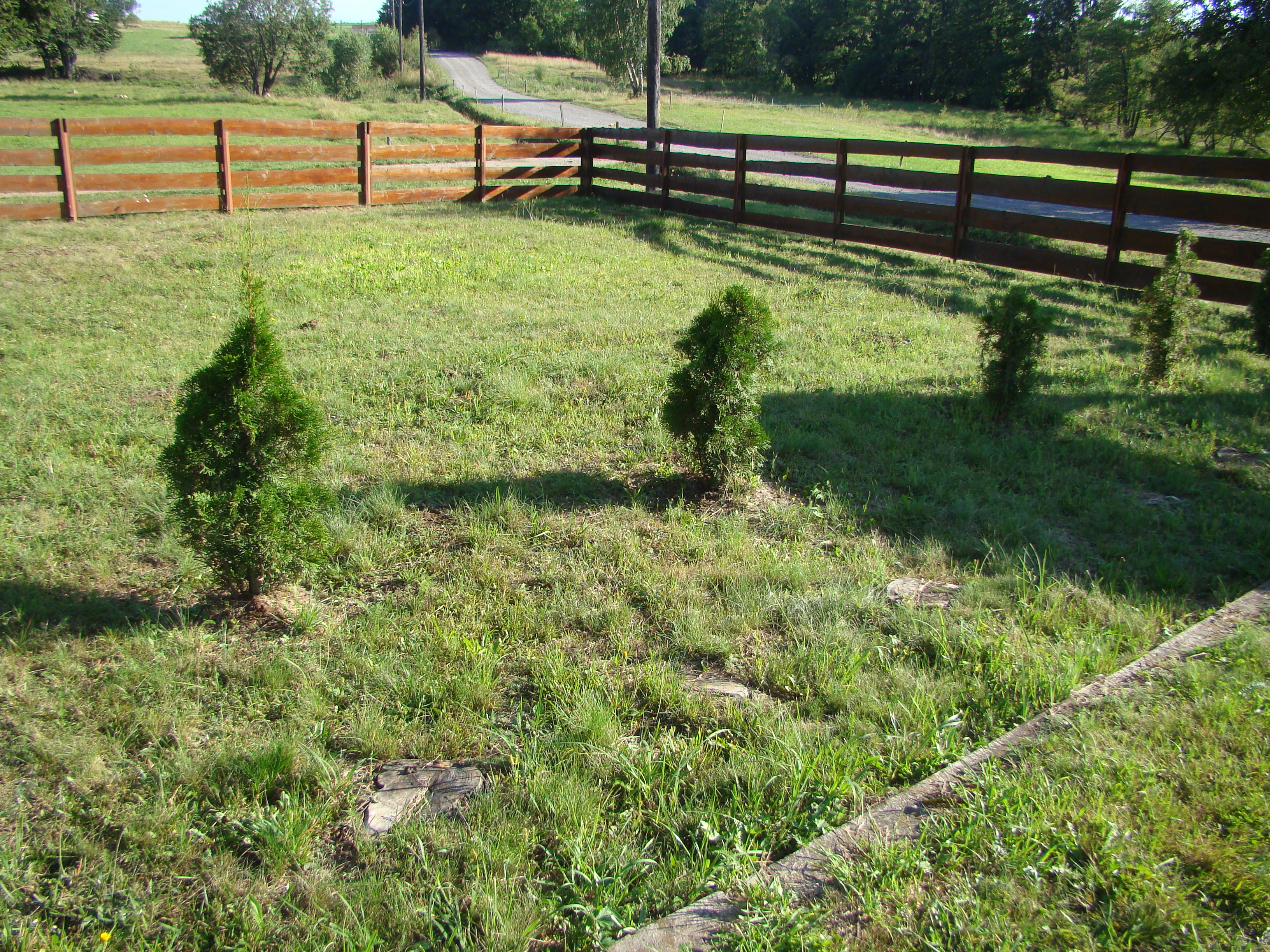
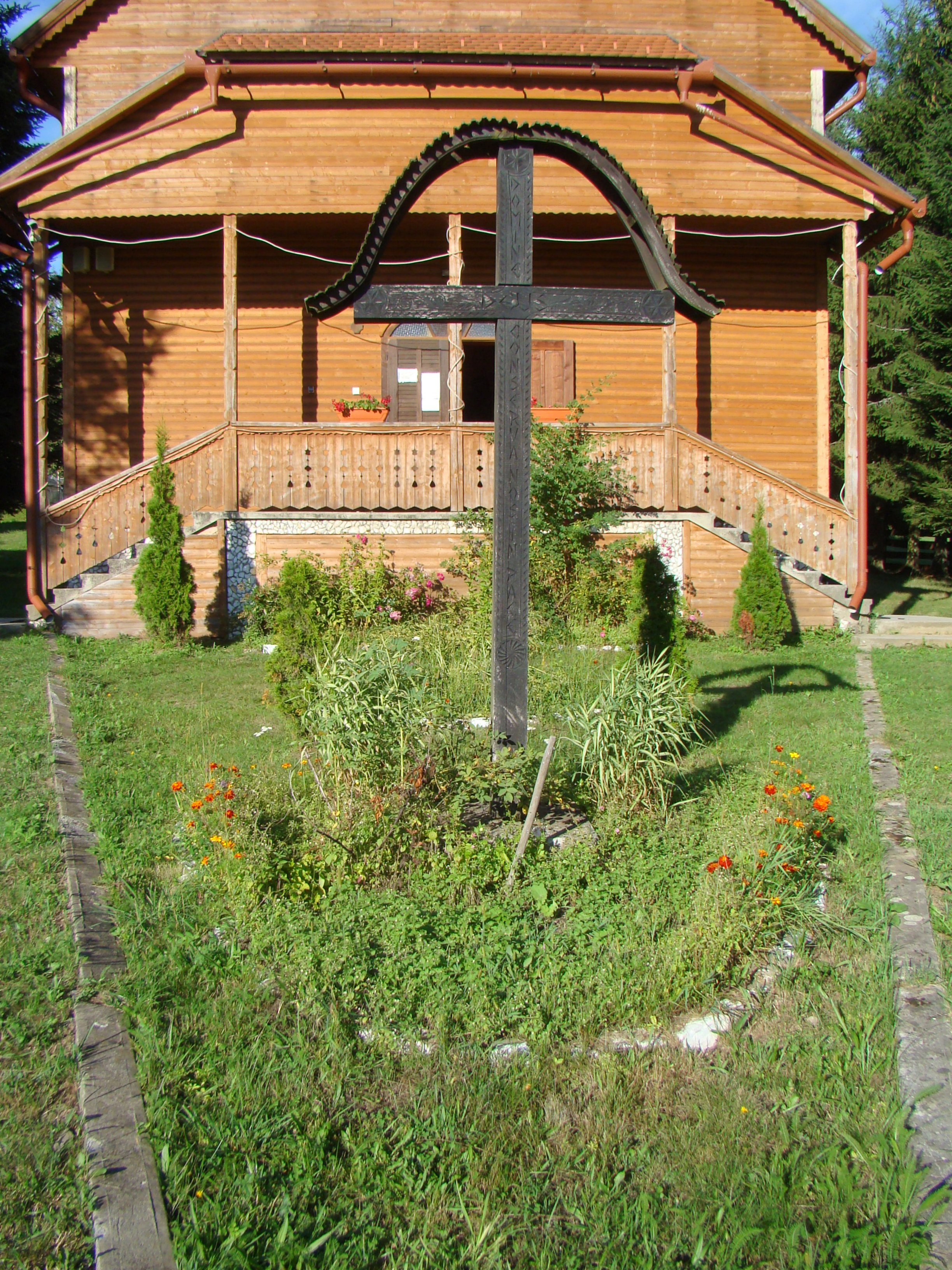
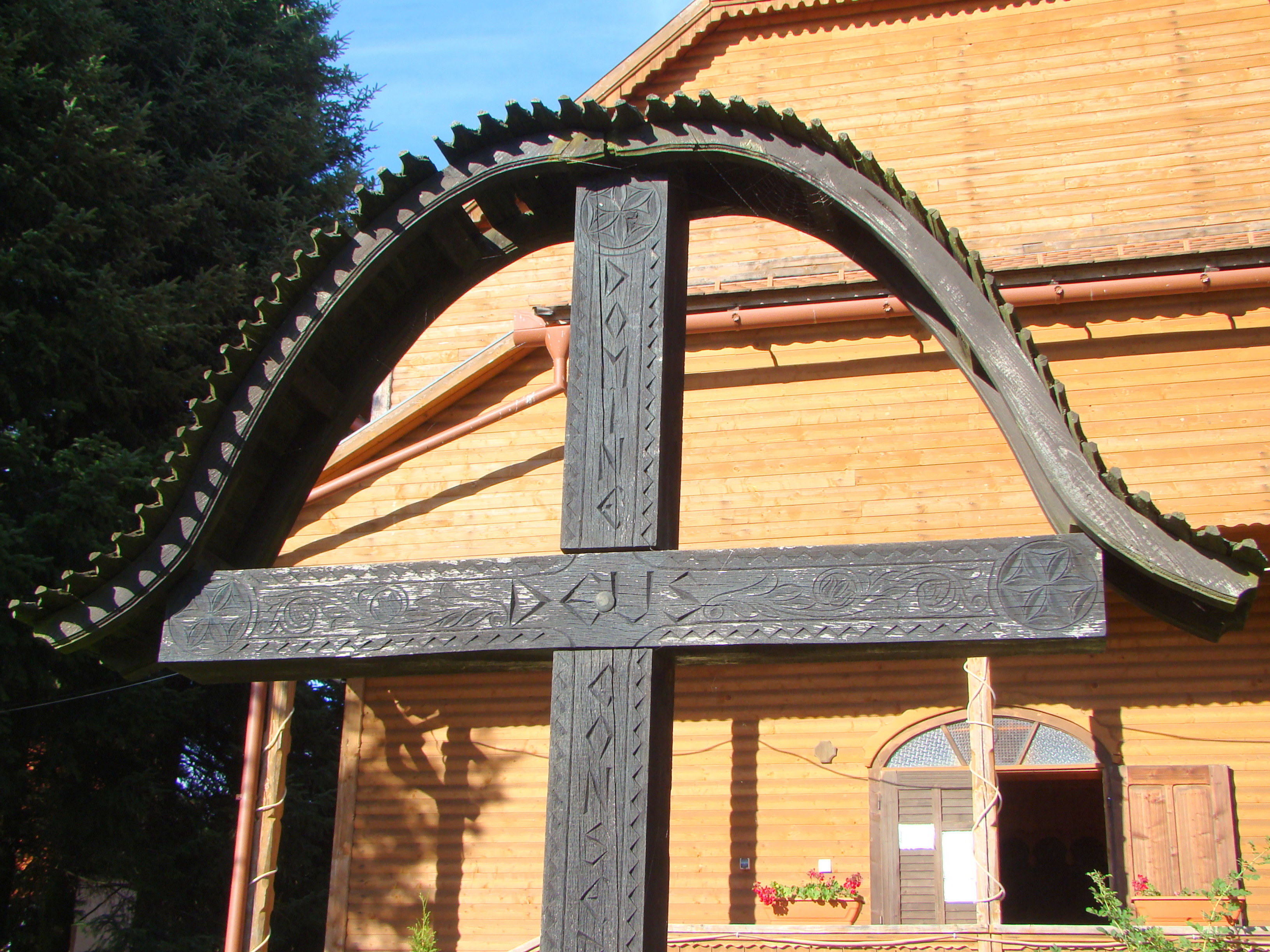
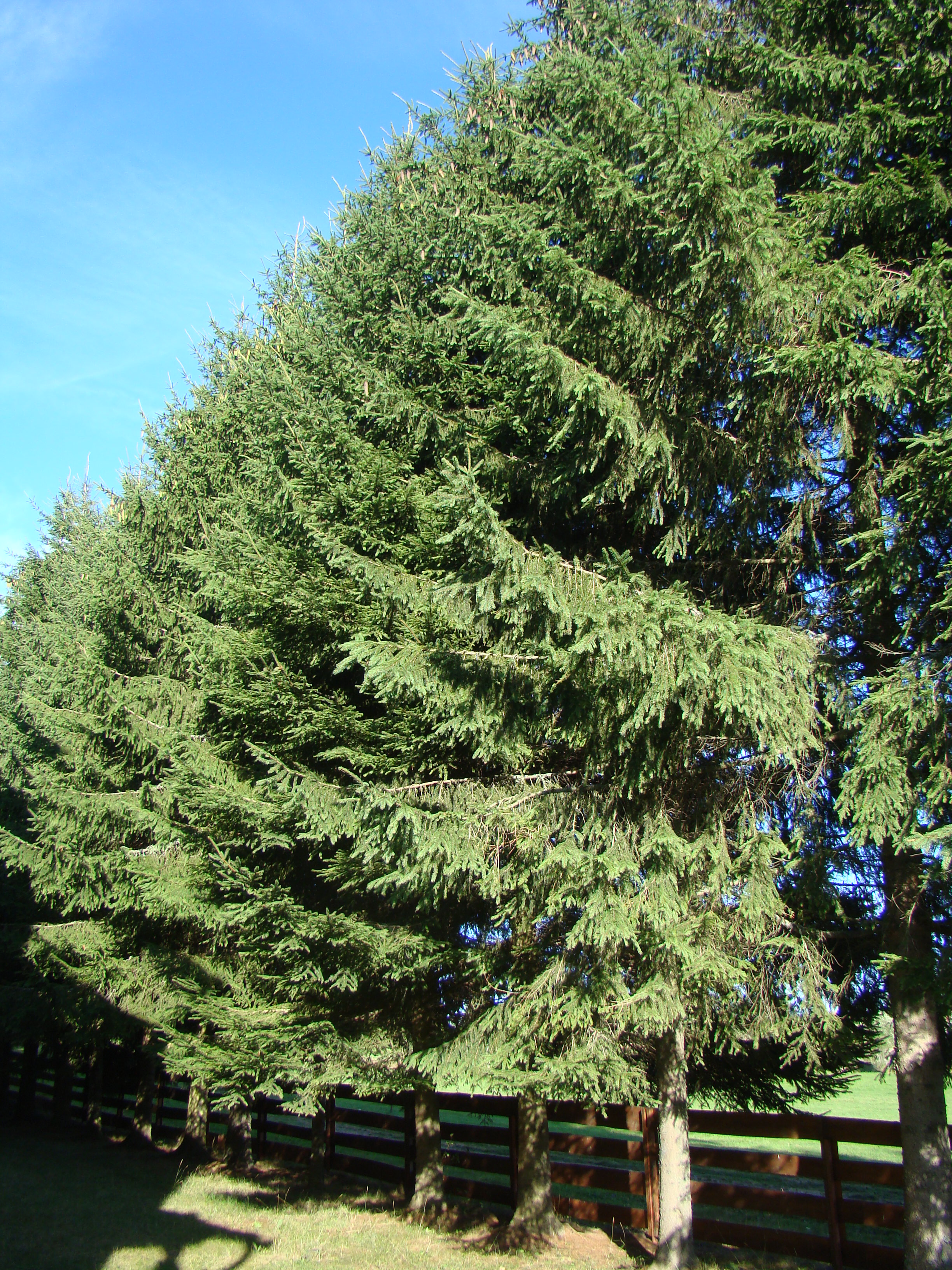
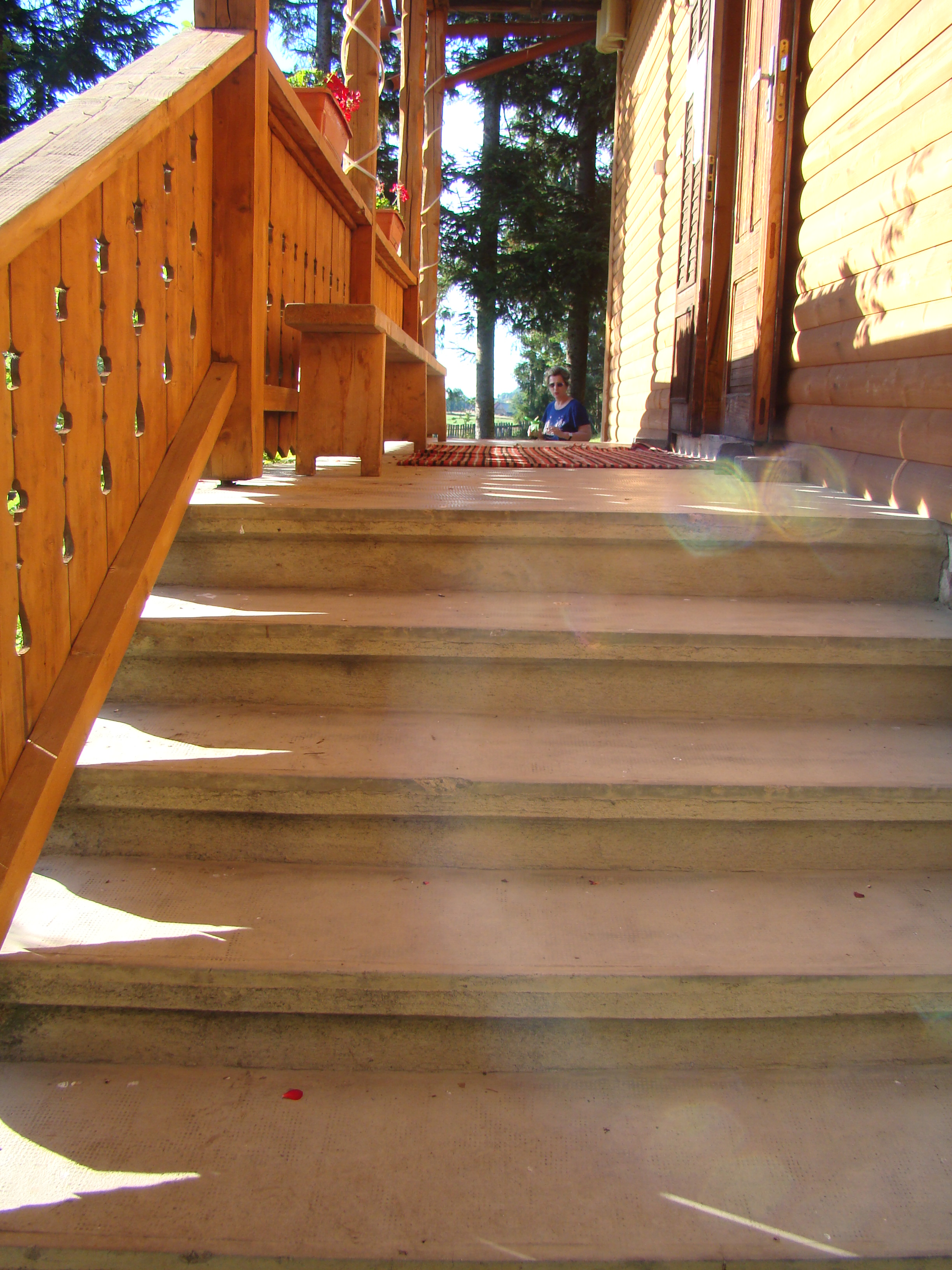
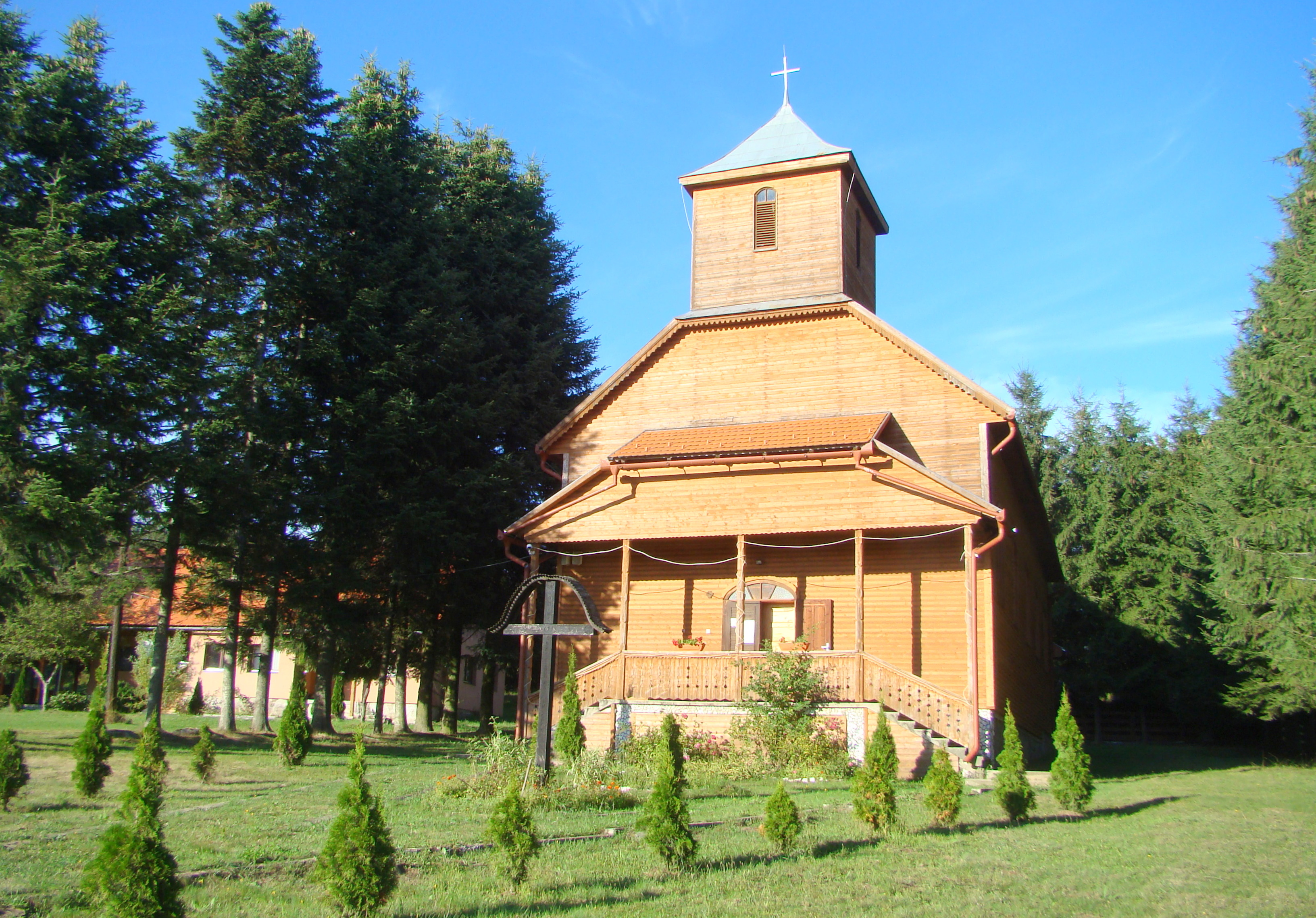
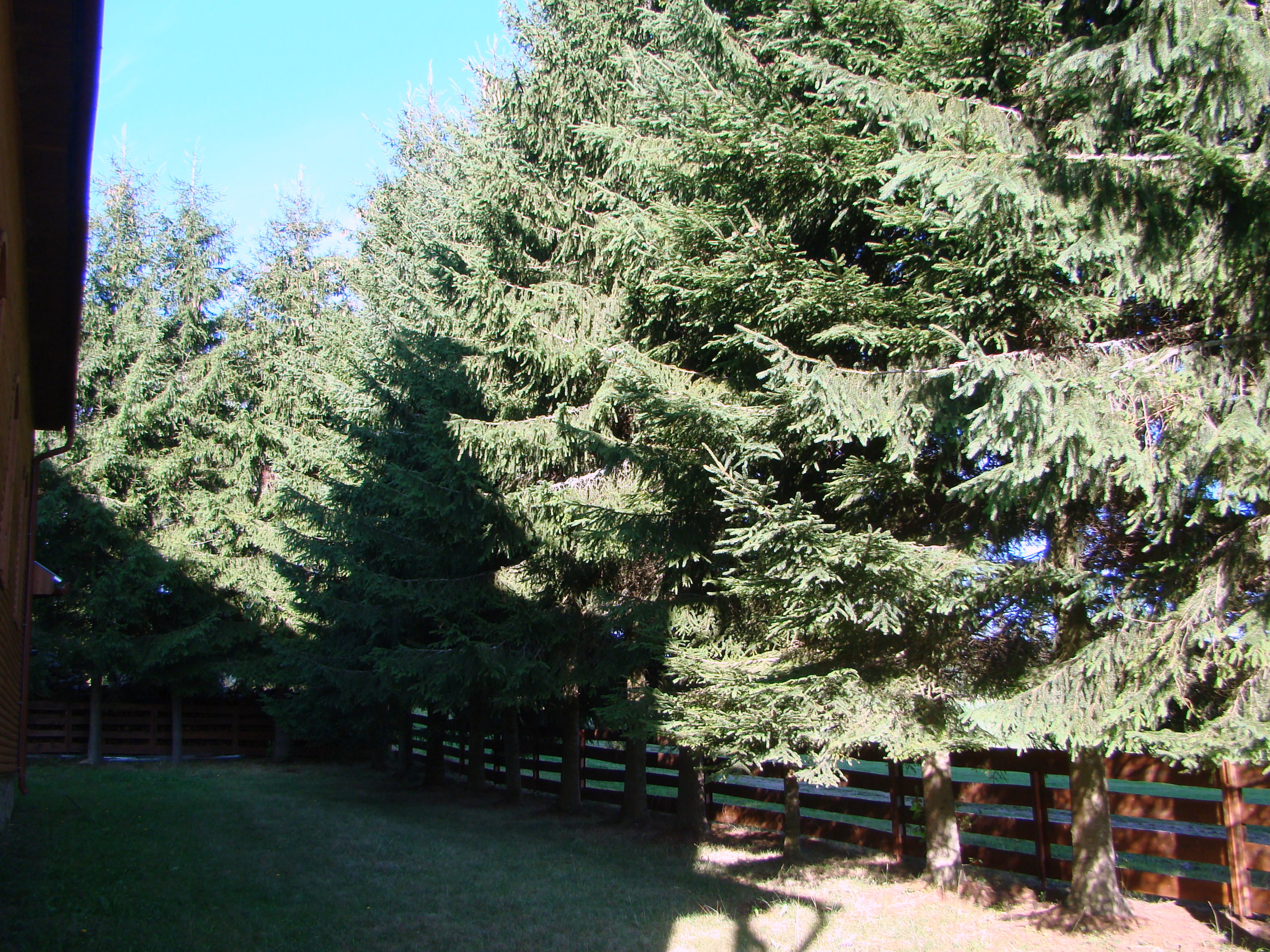
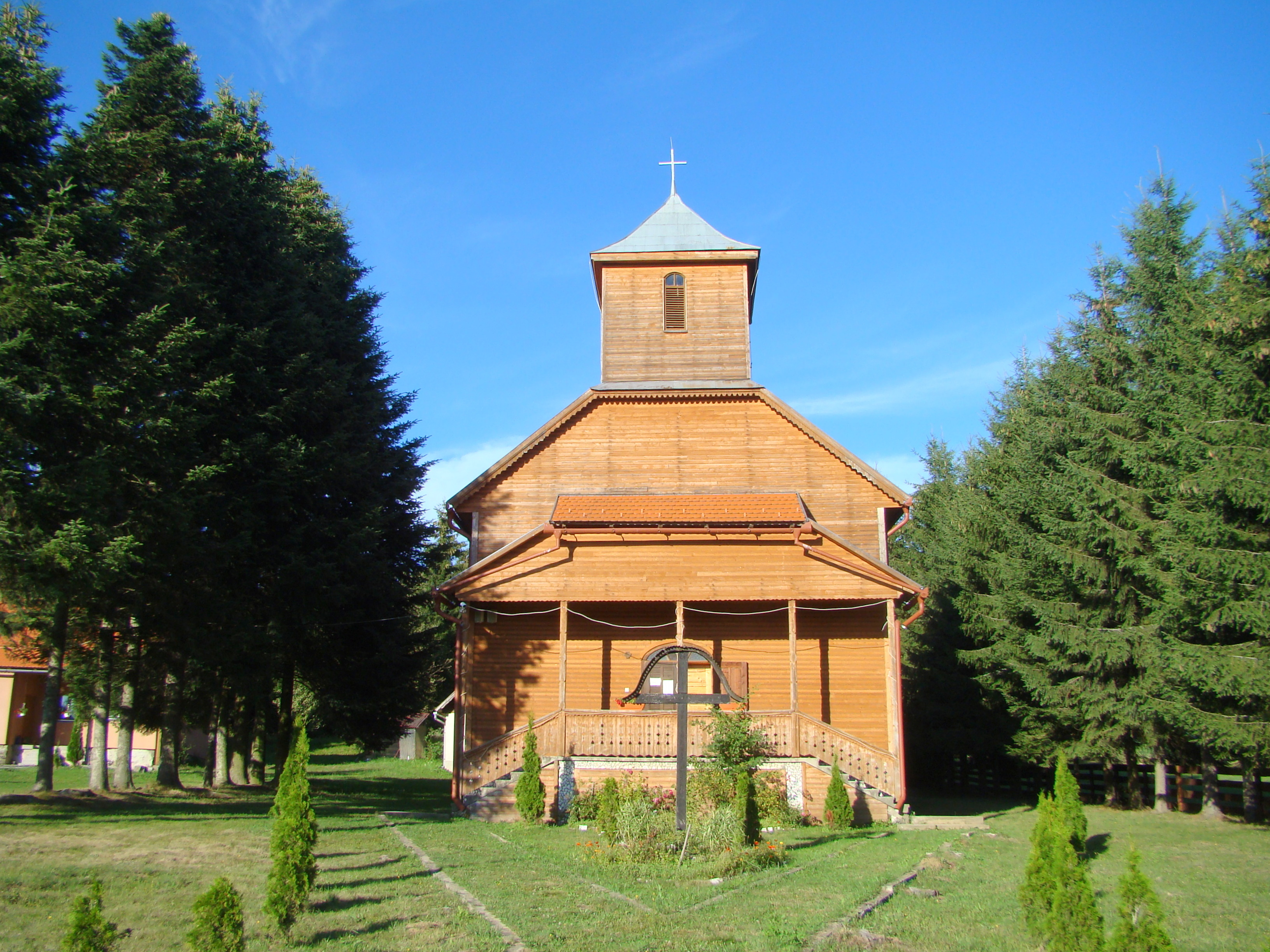
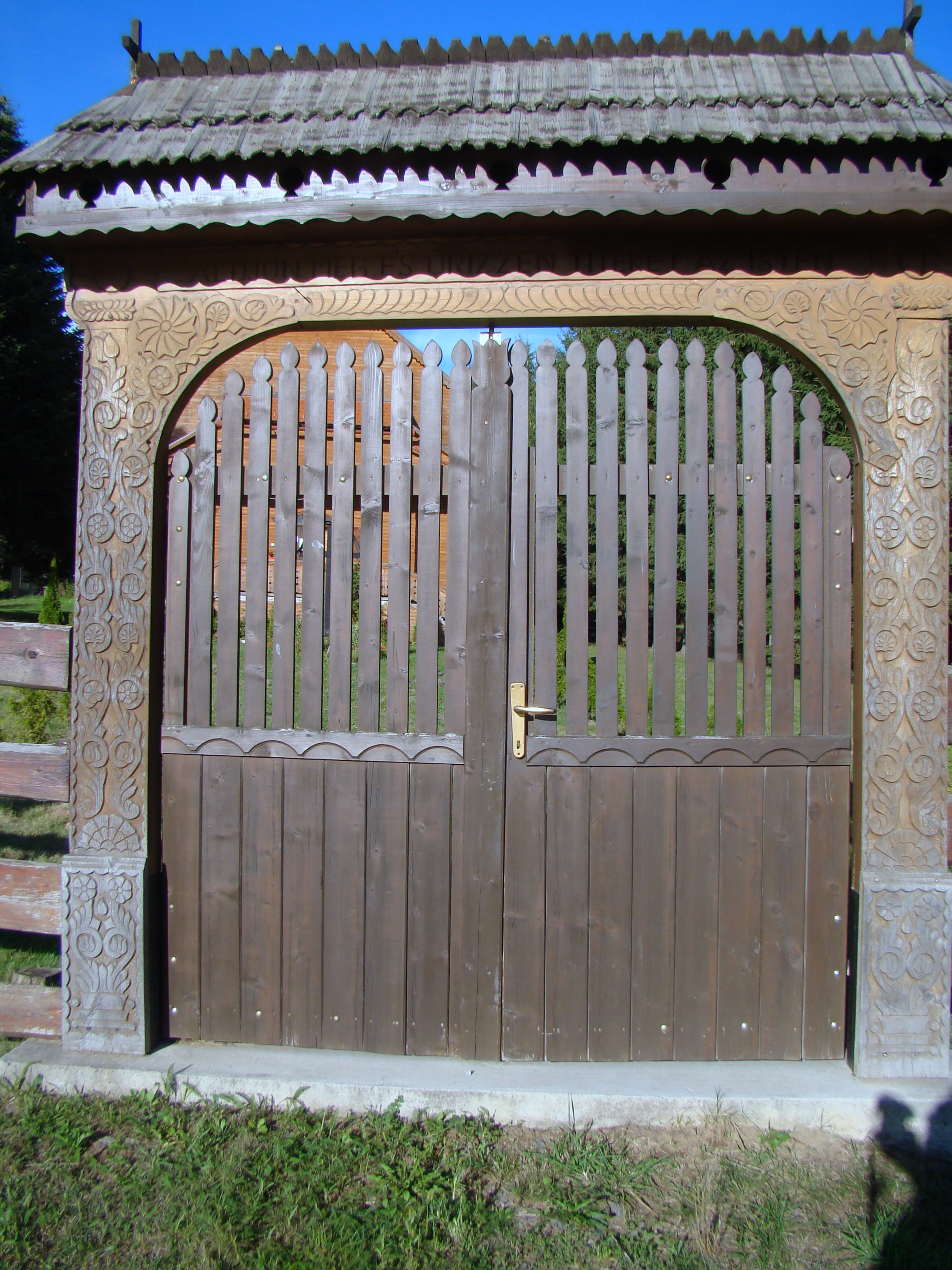
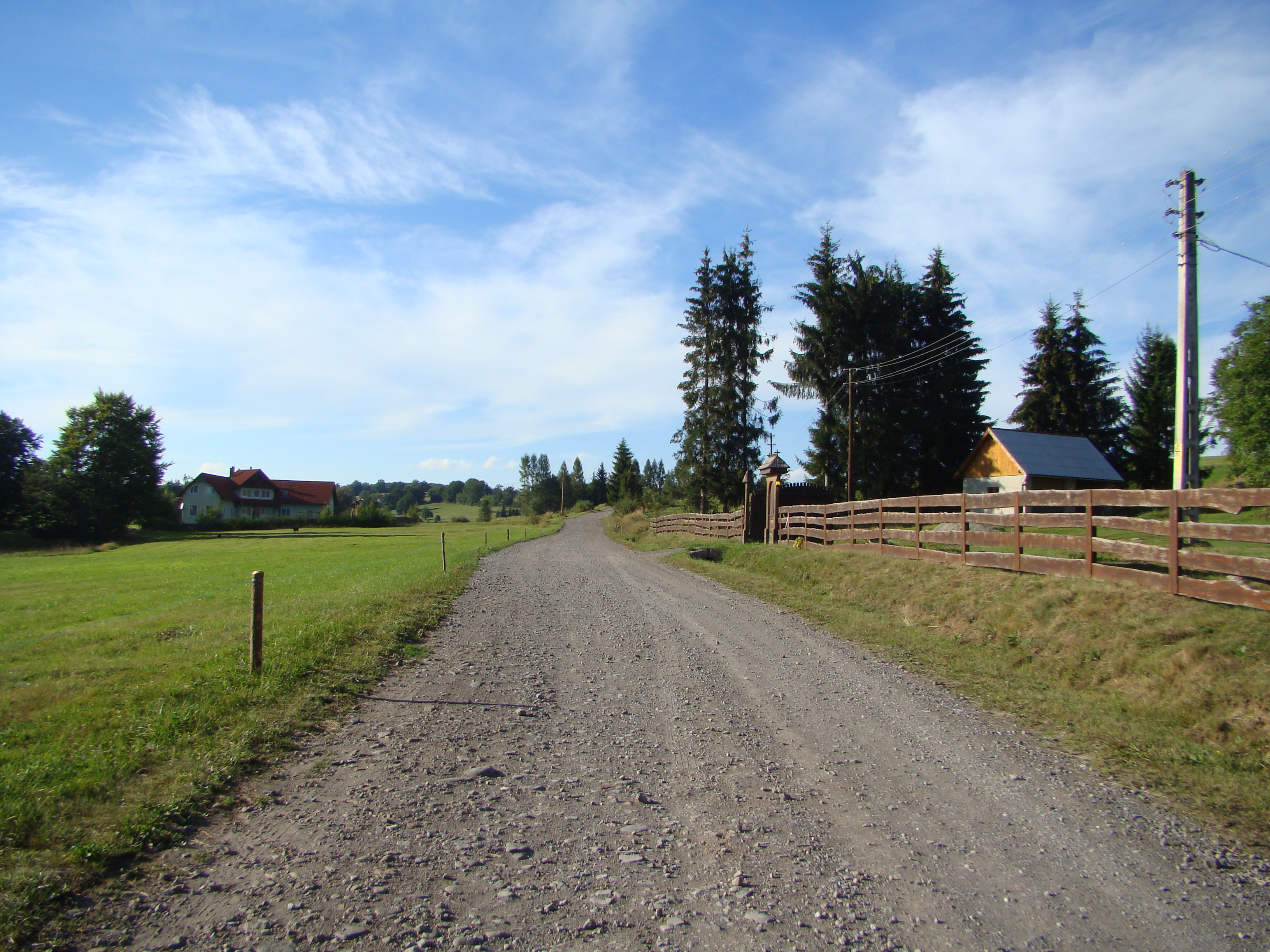

## Imagini din interior

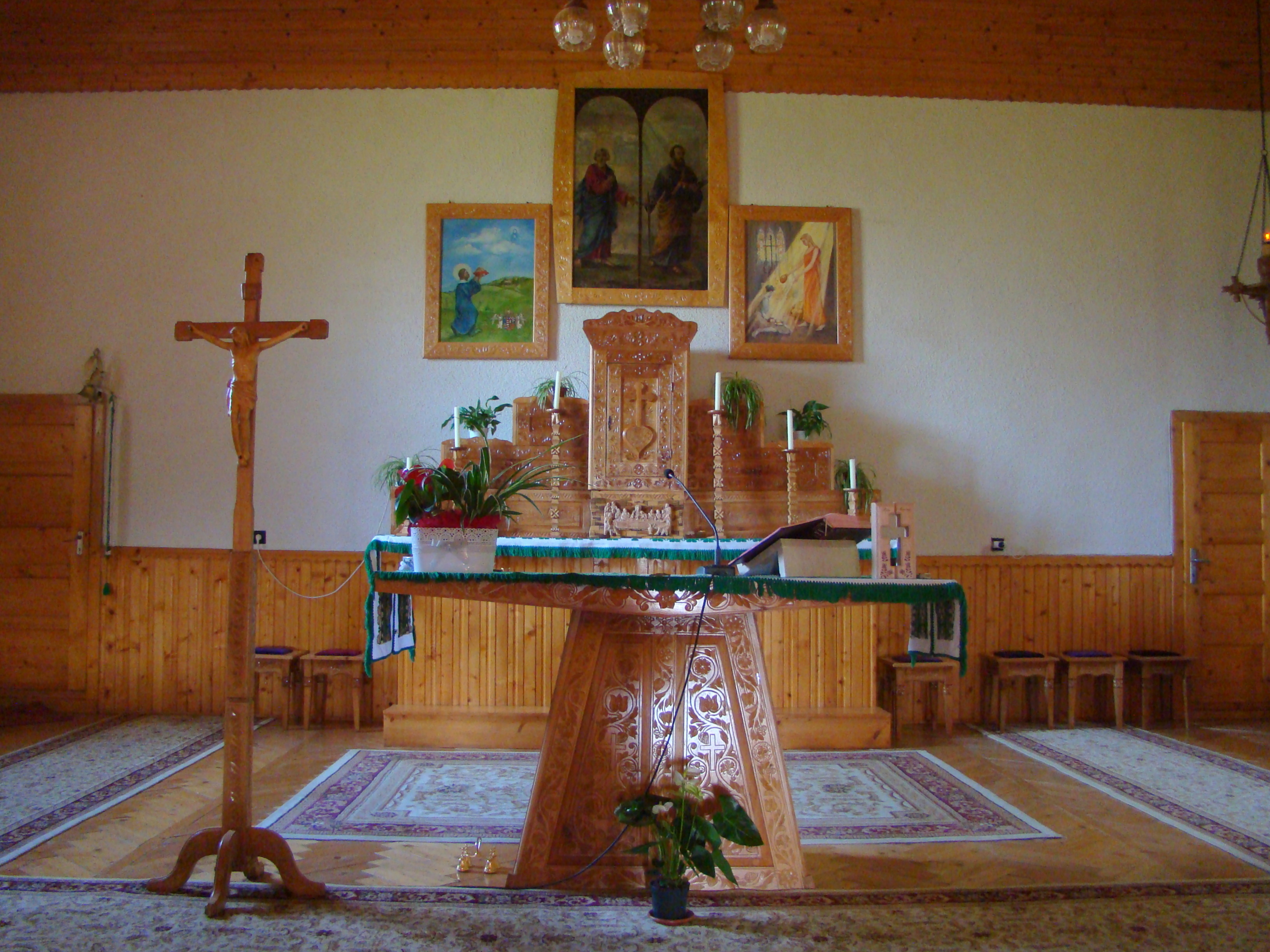
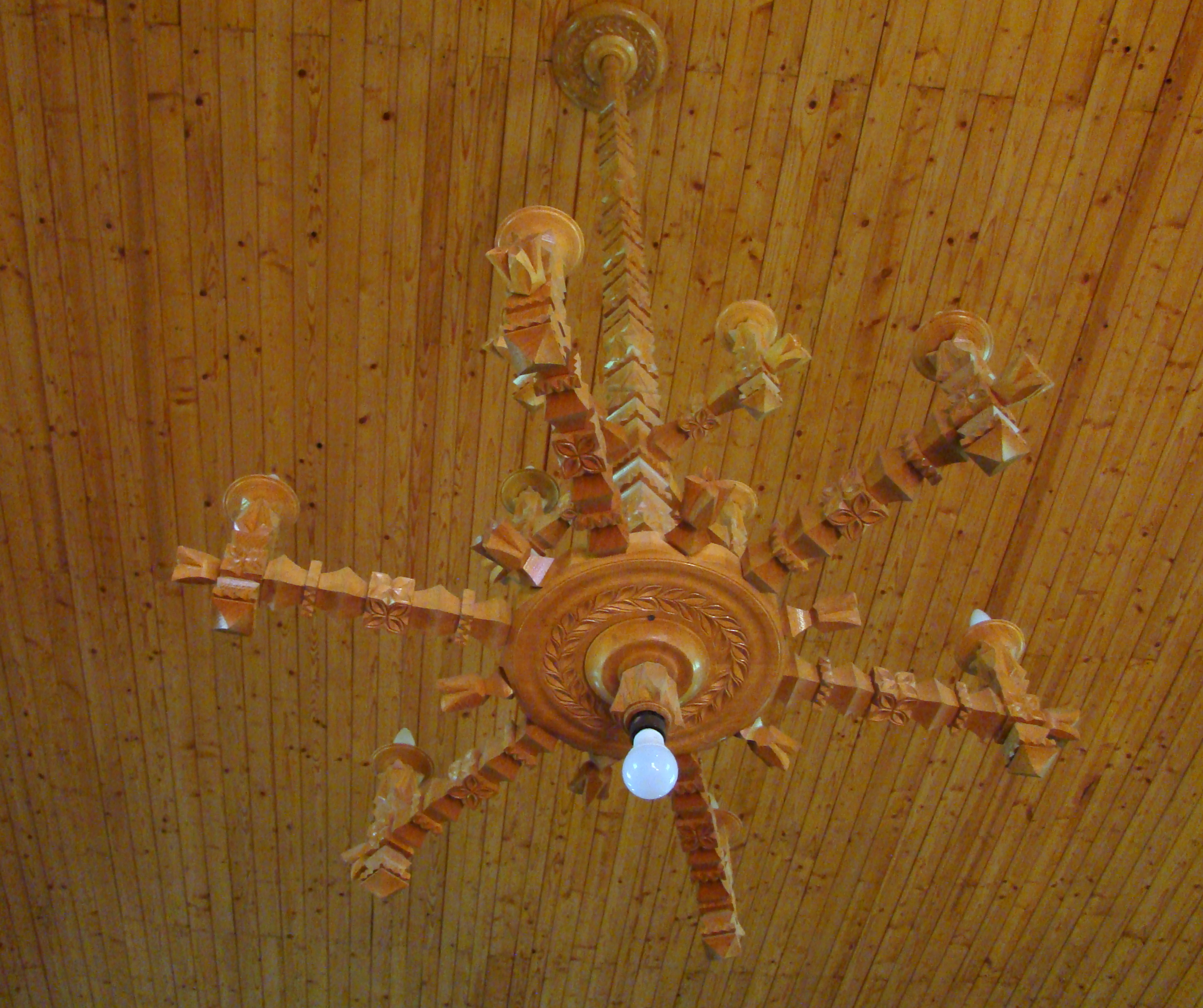
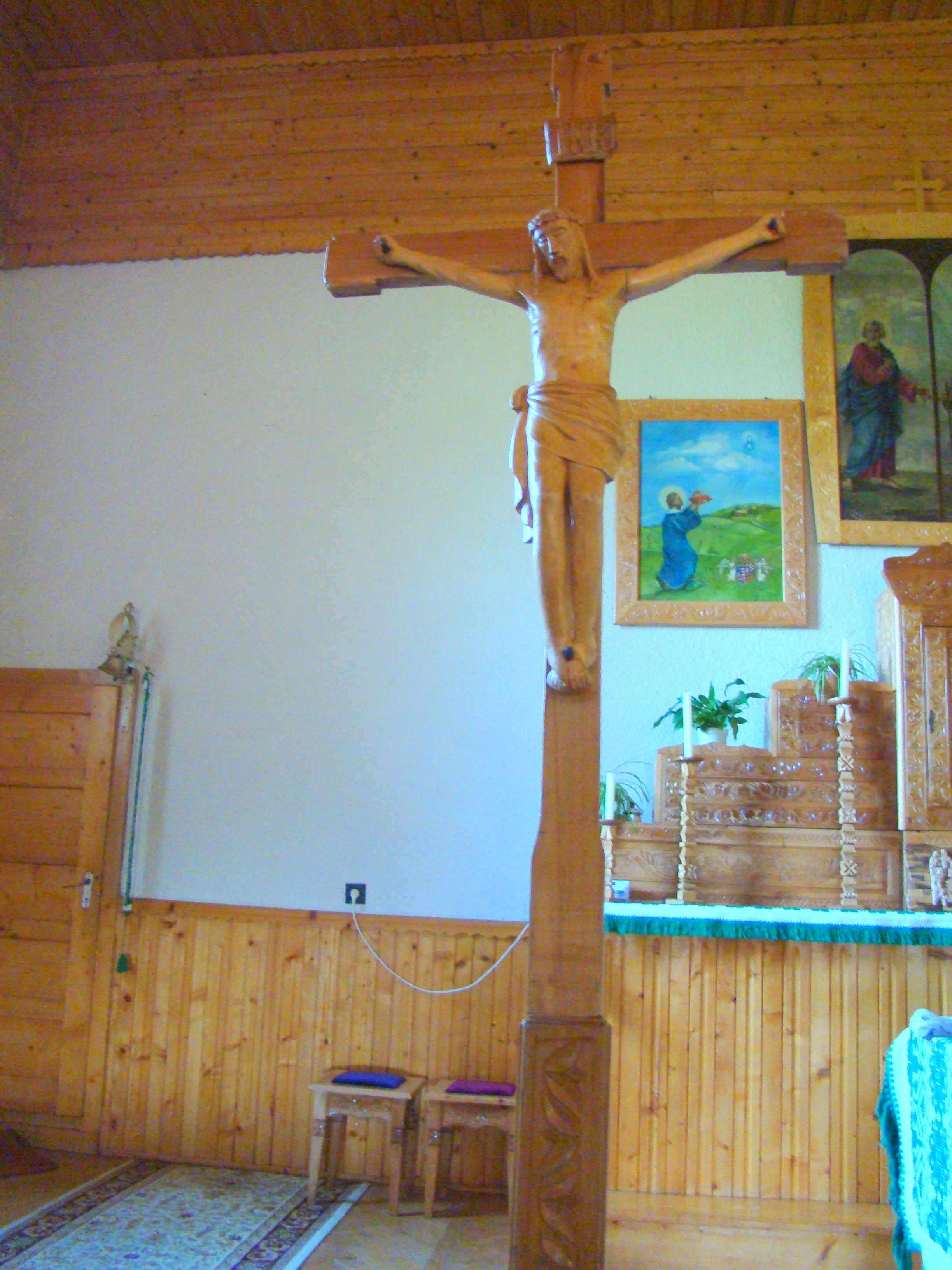
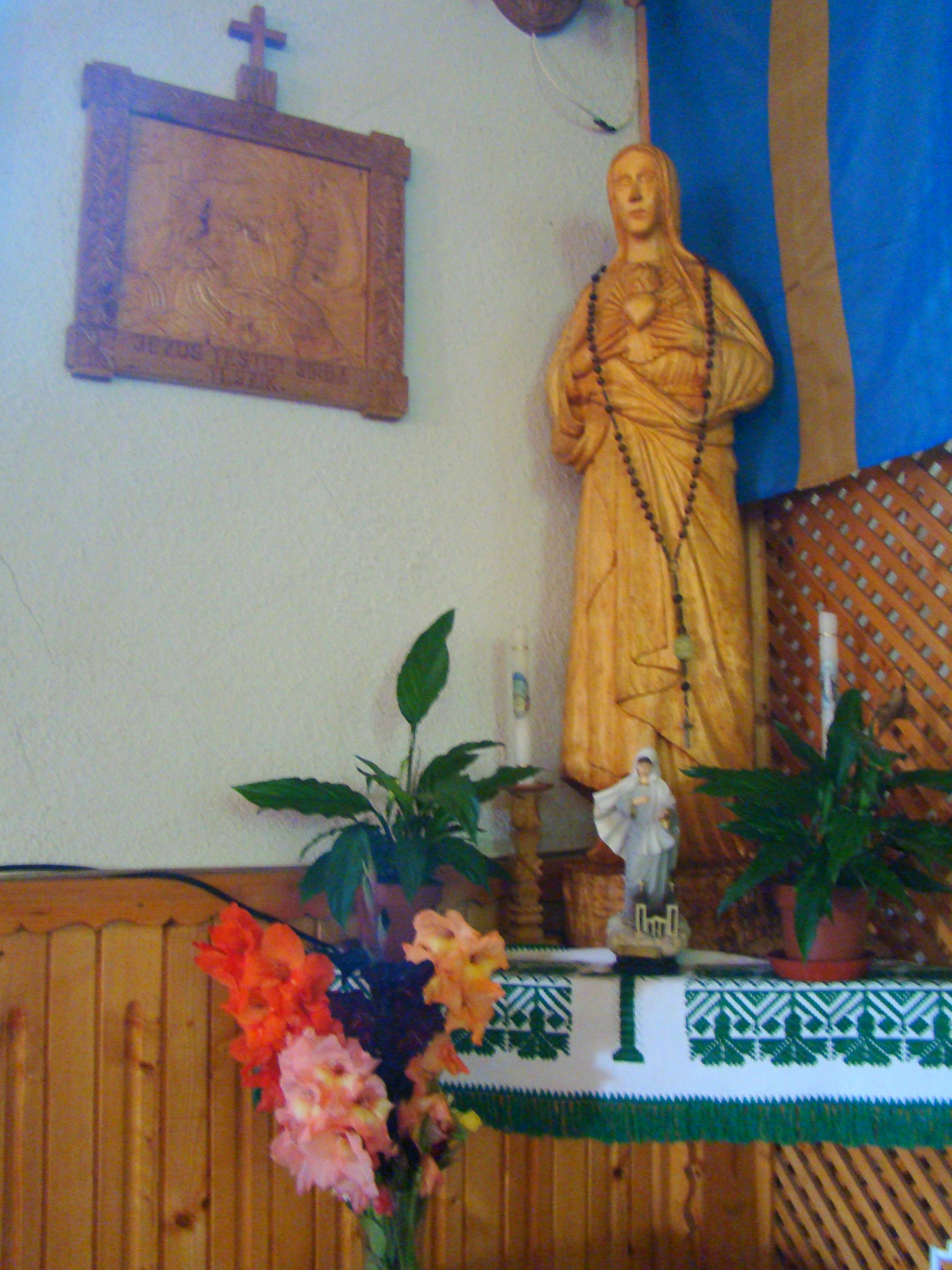
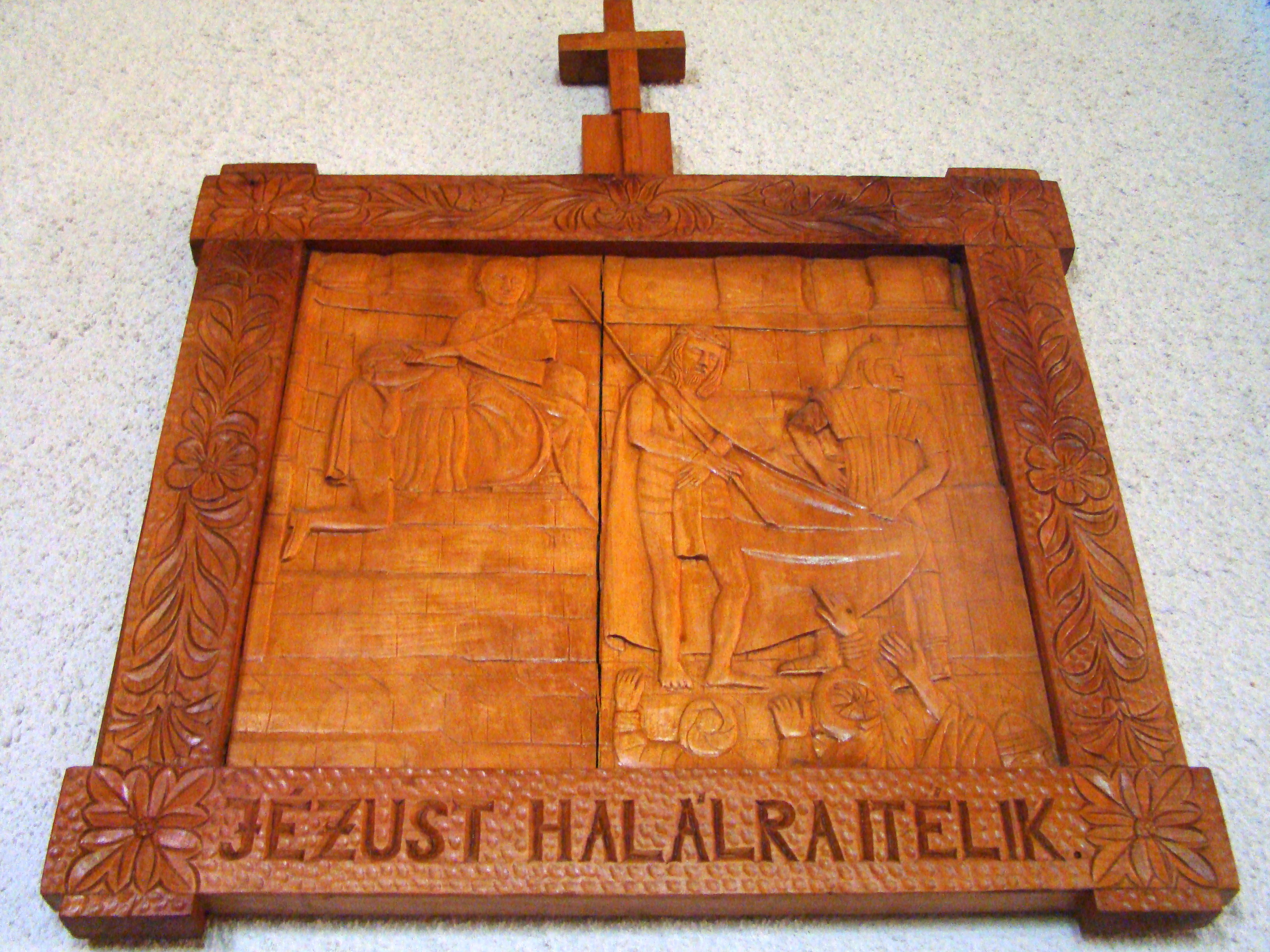
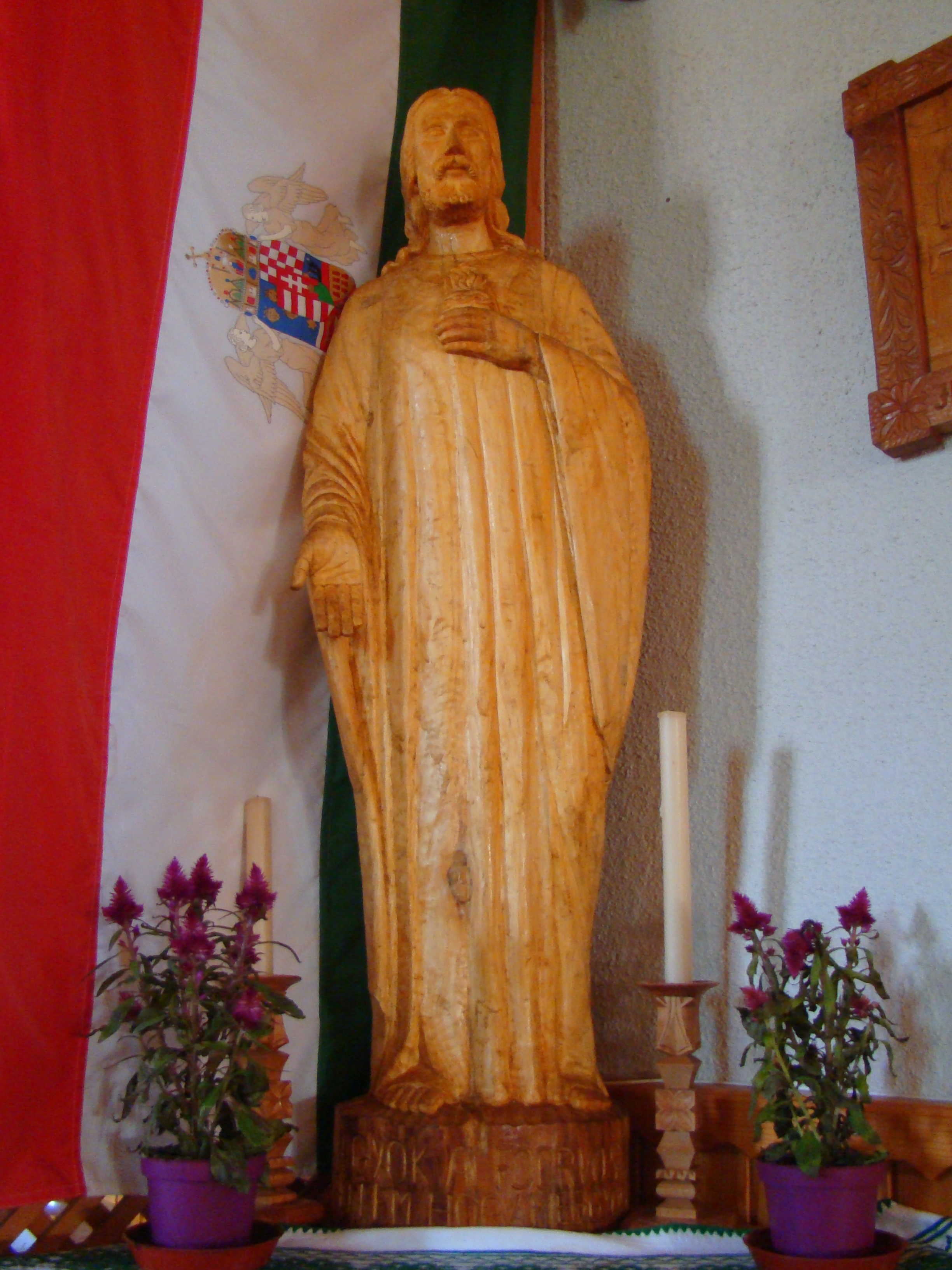
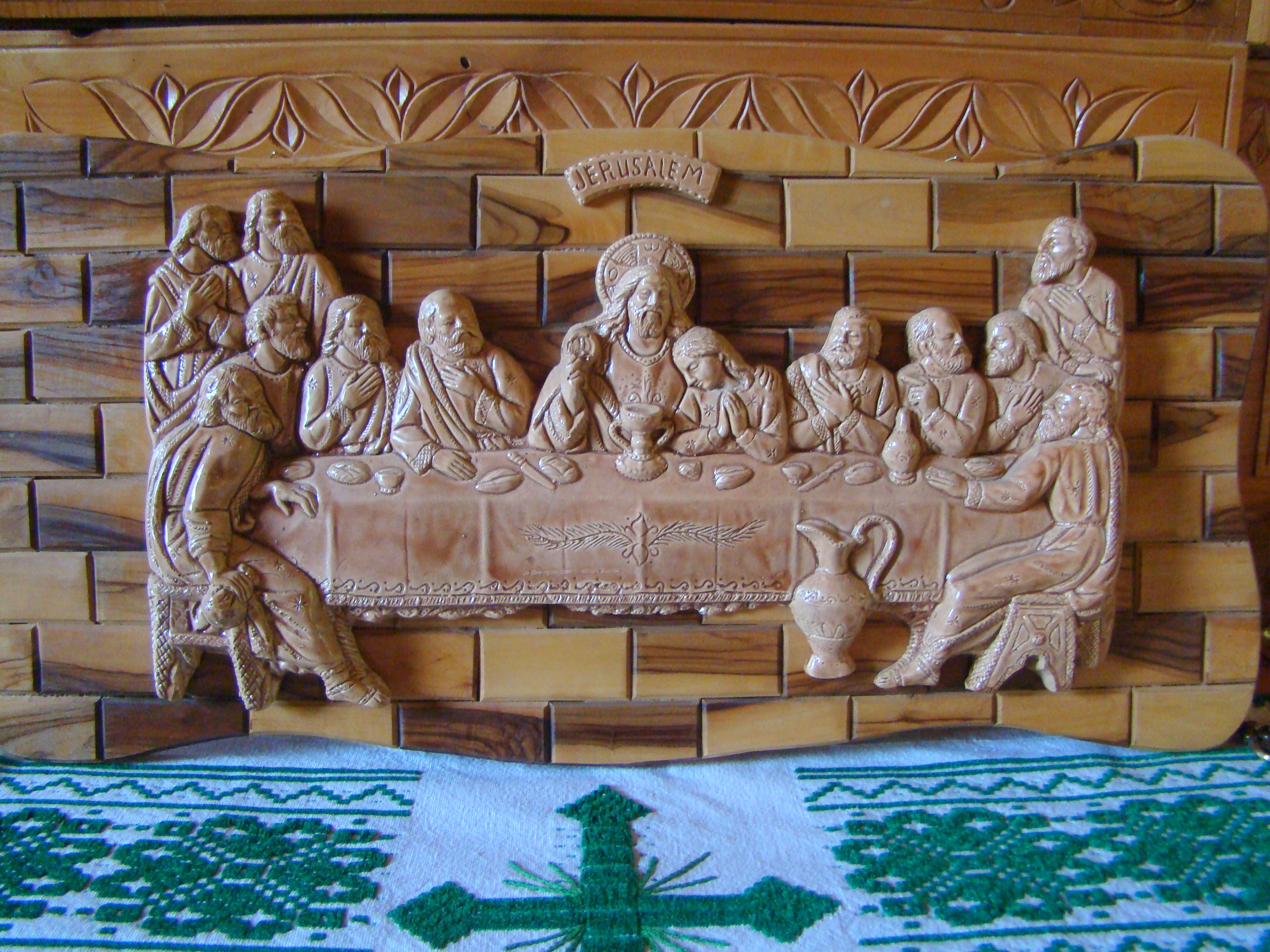
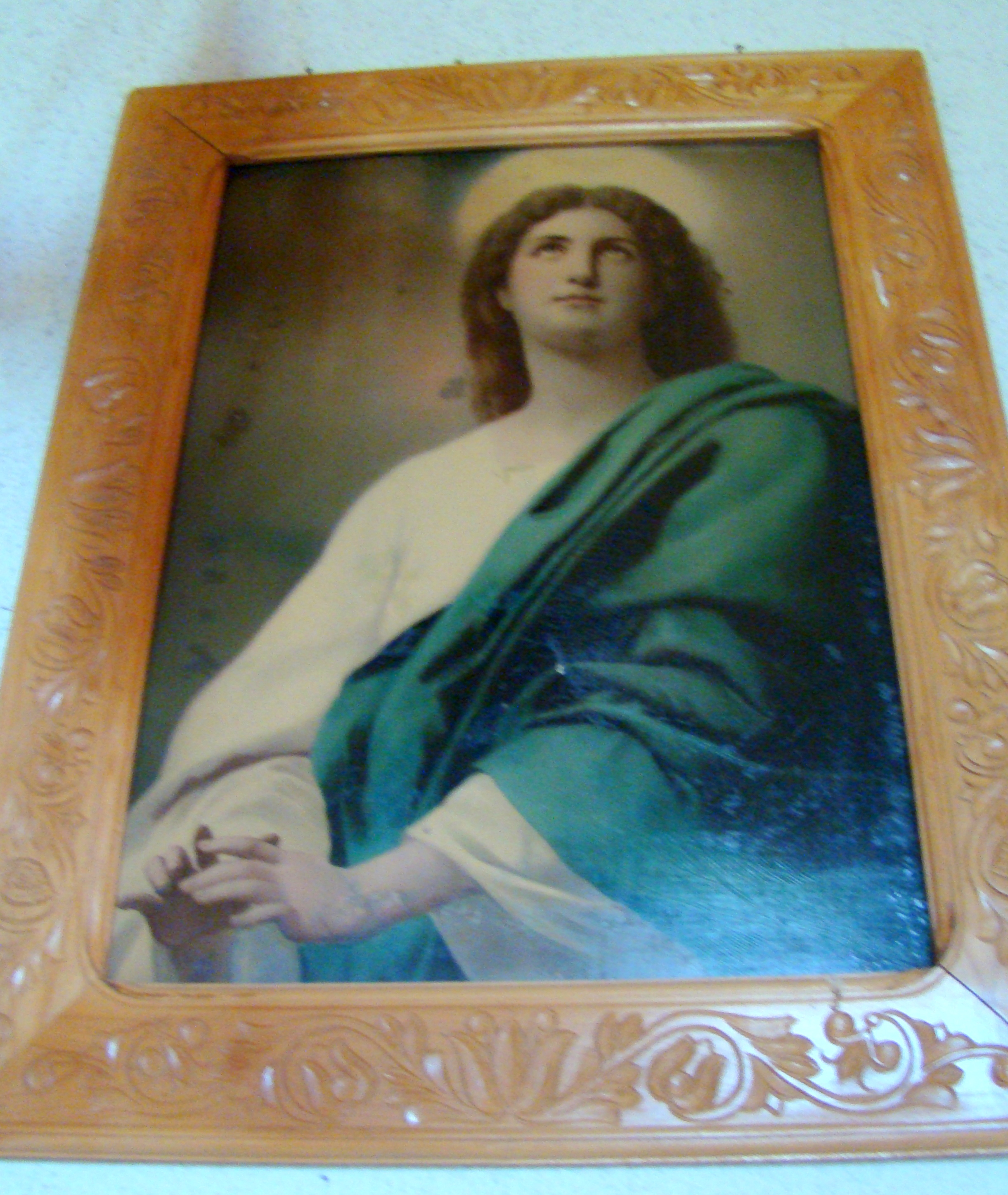
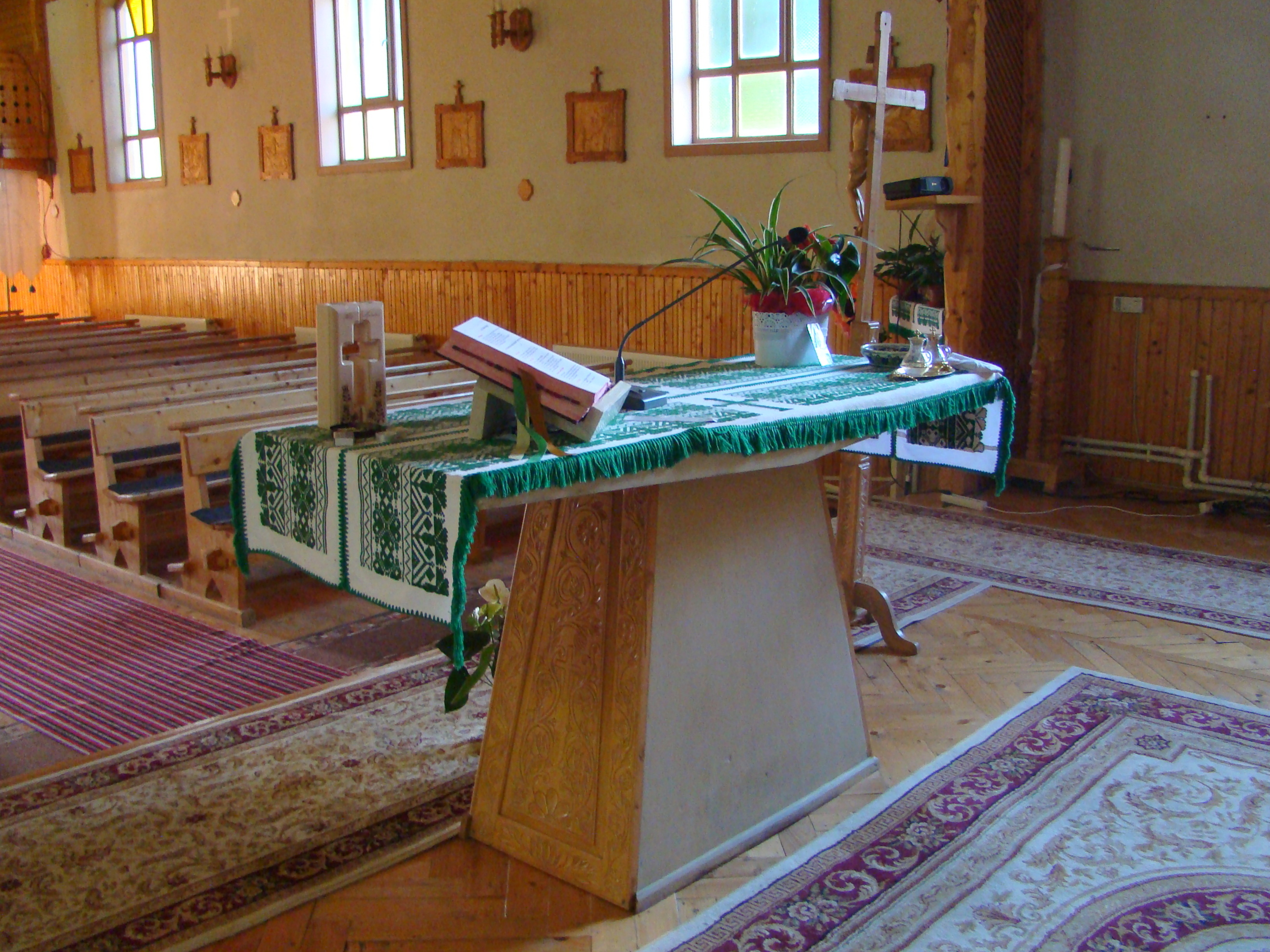
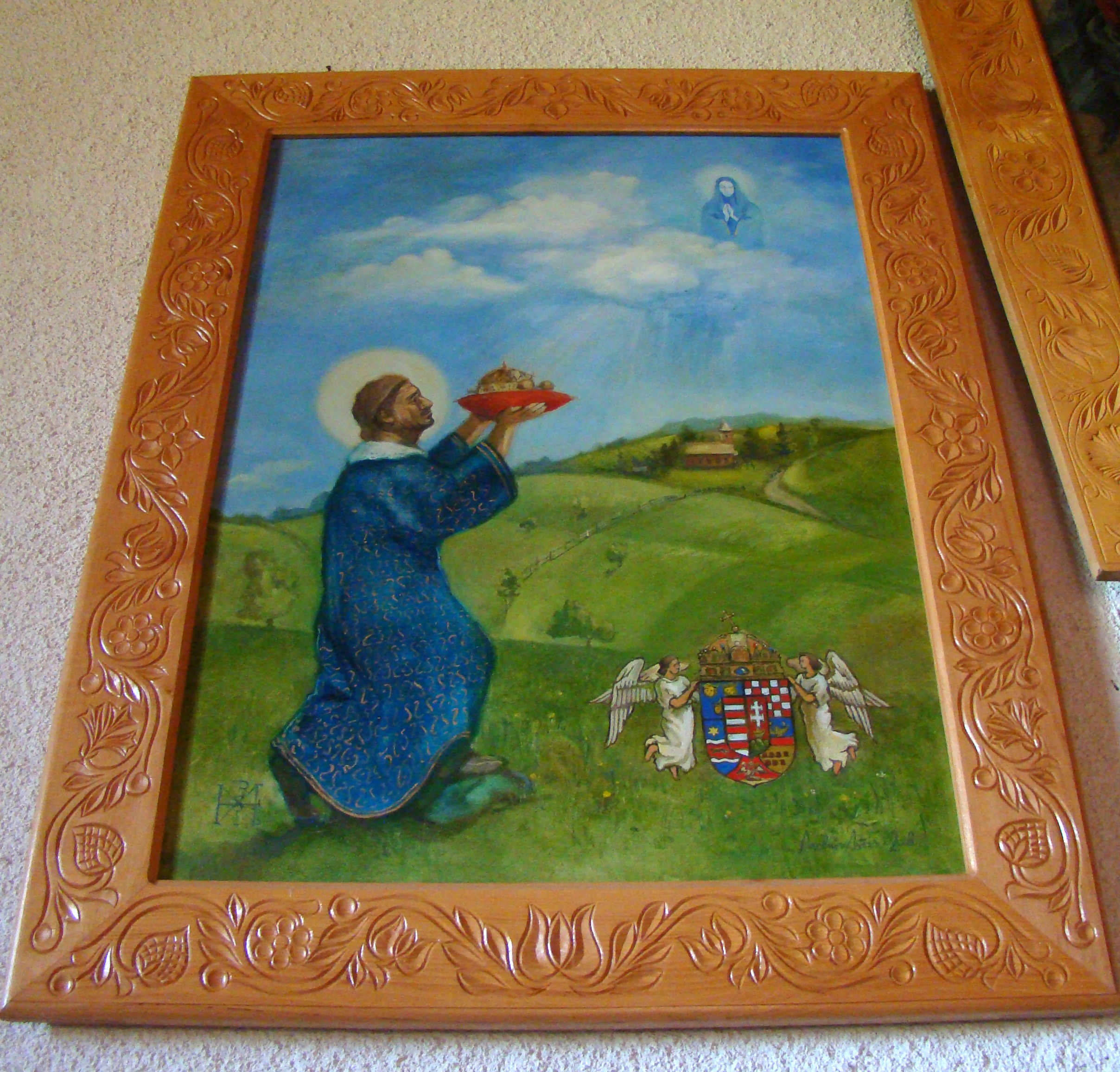
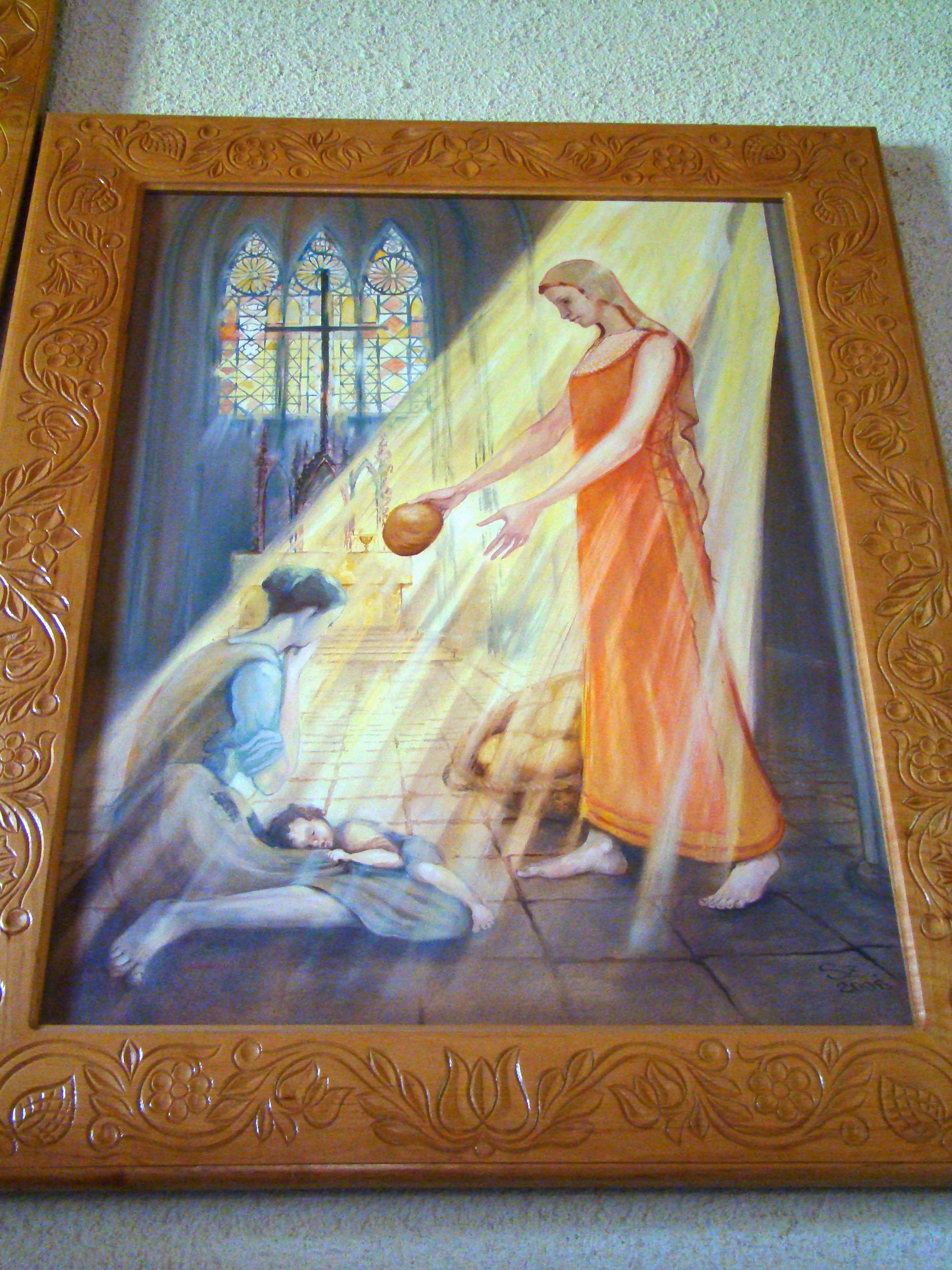
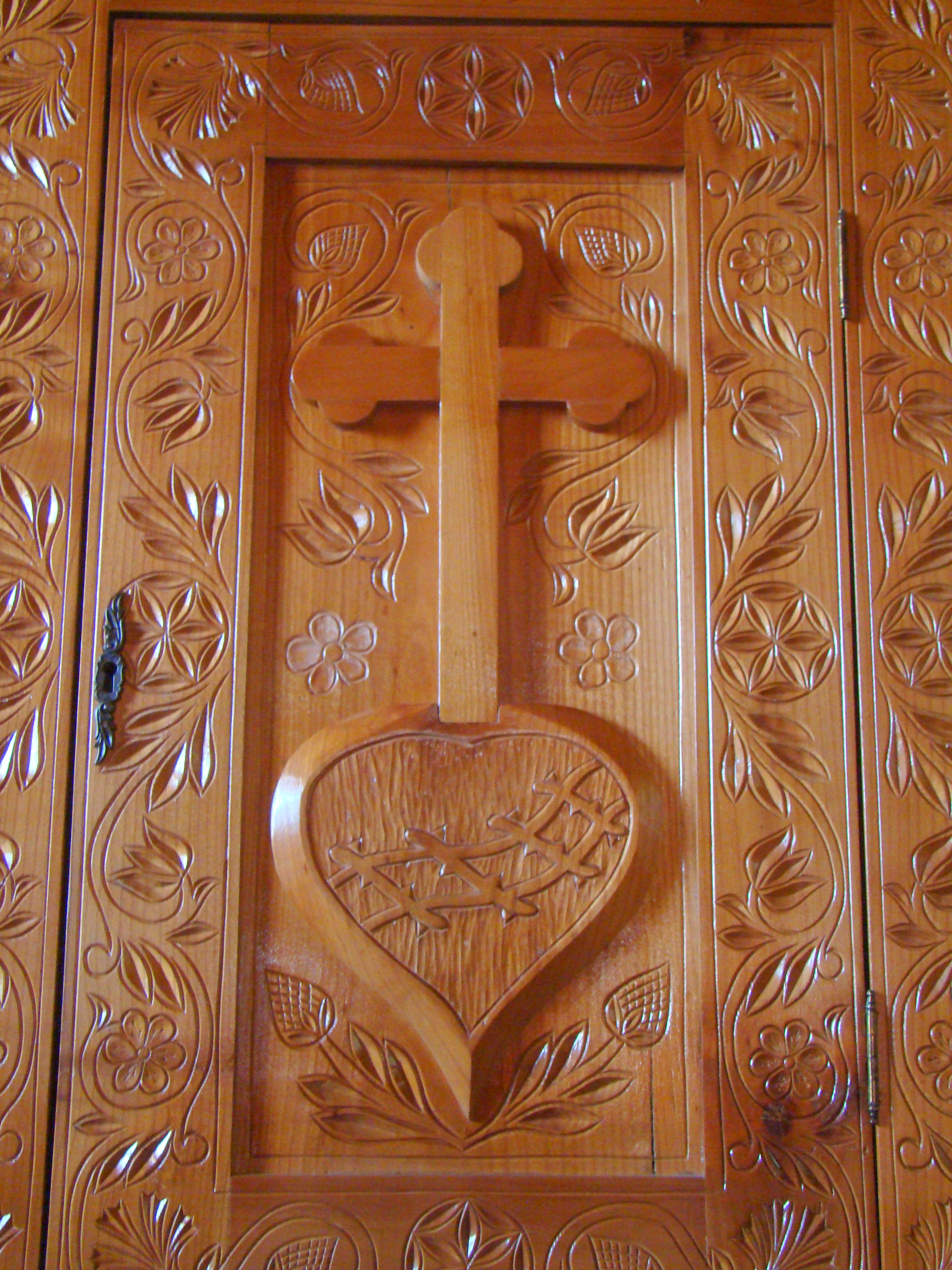
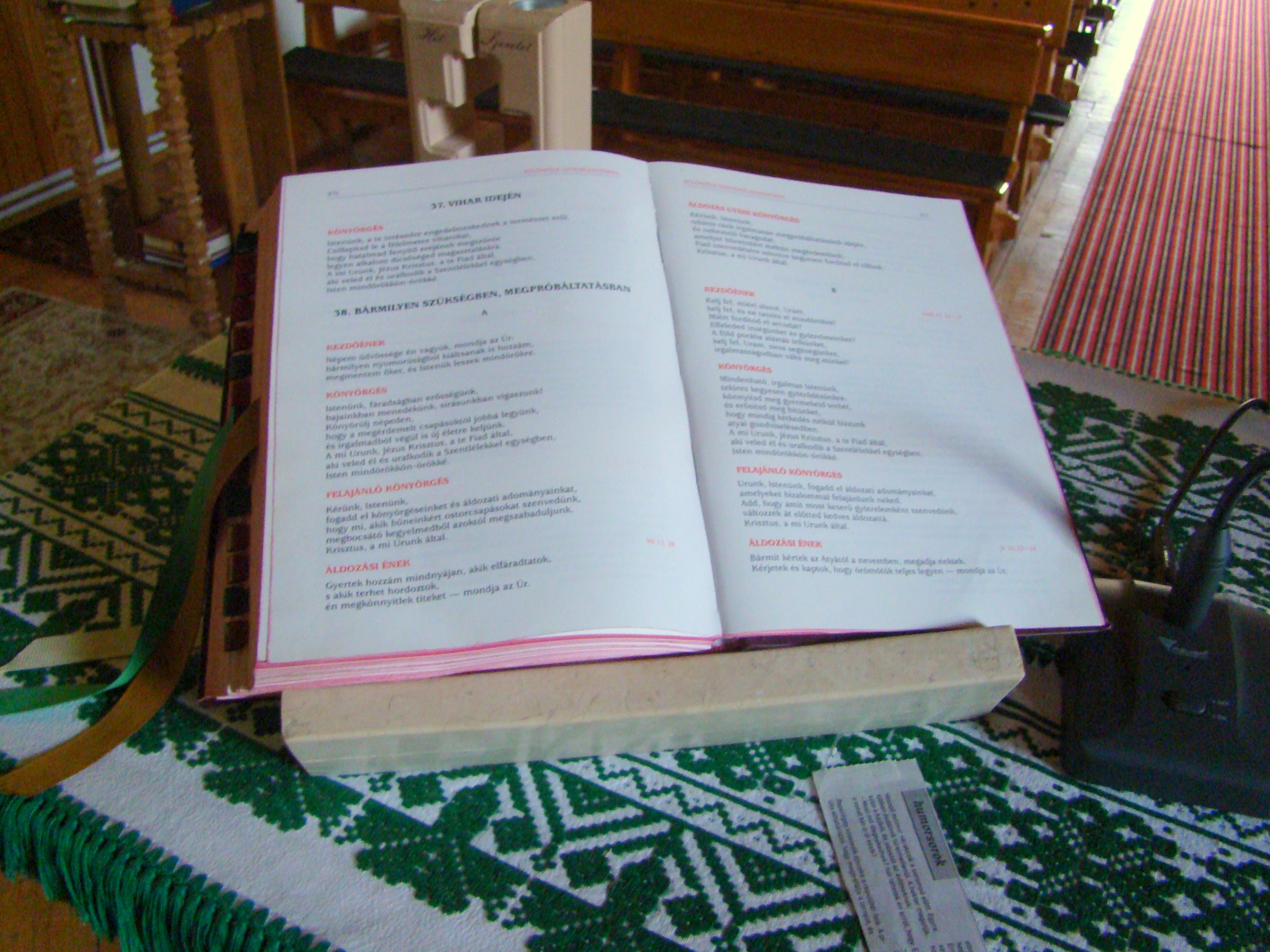
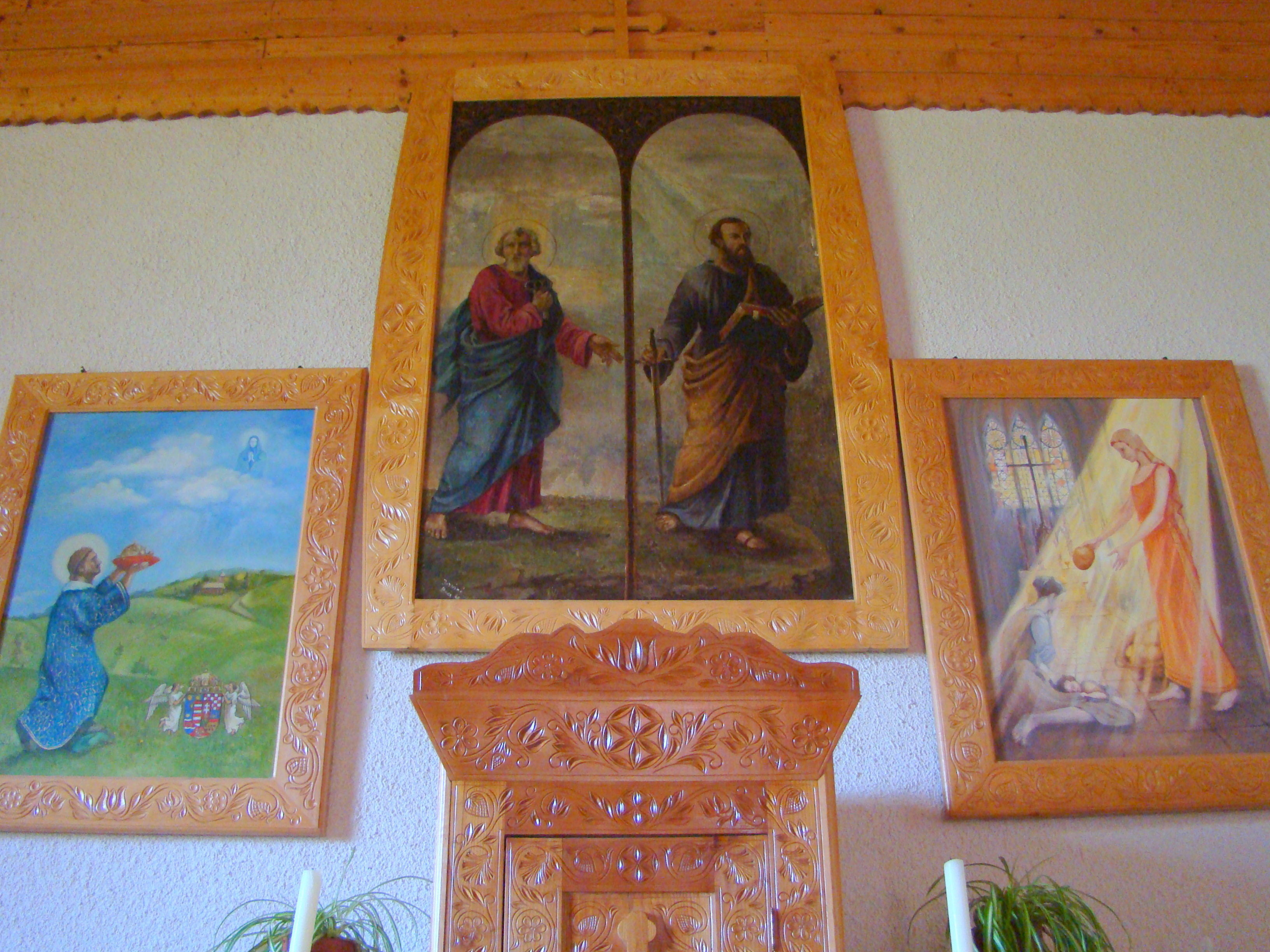
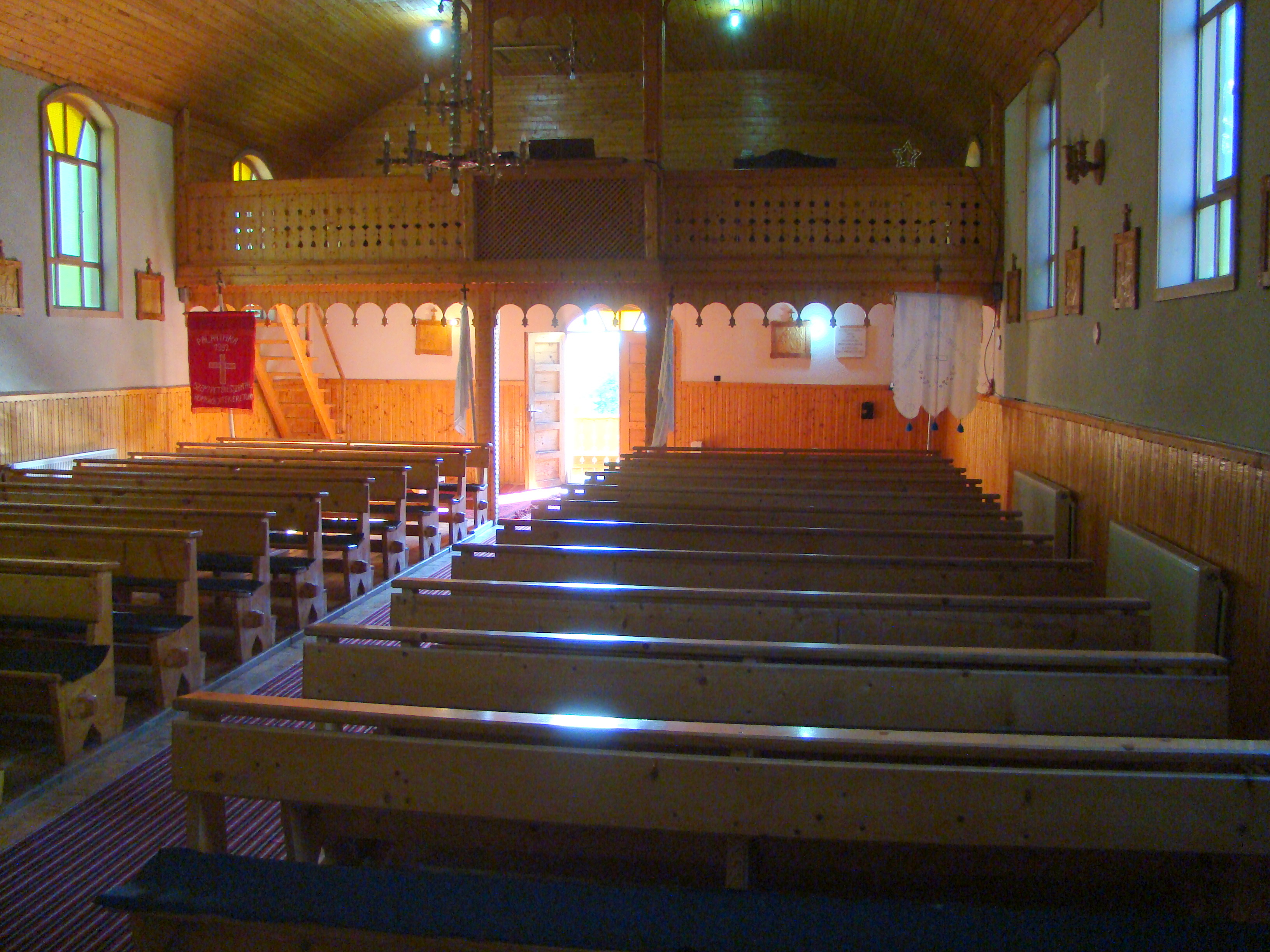
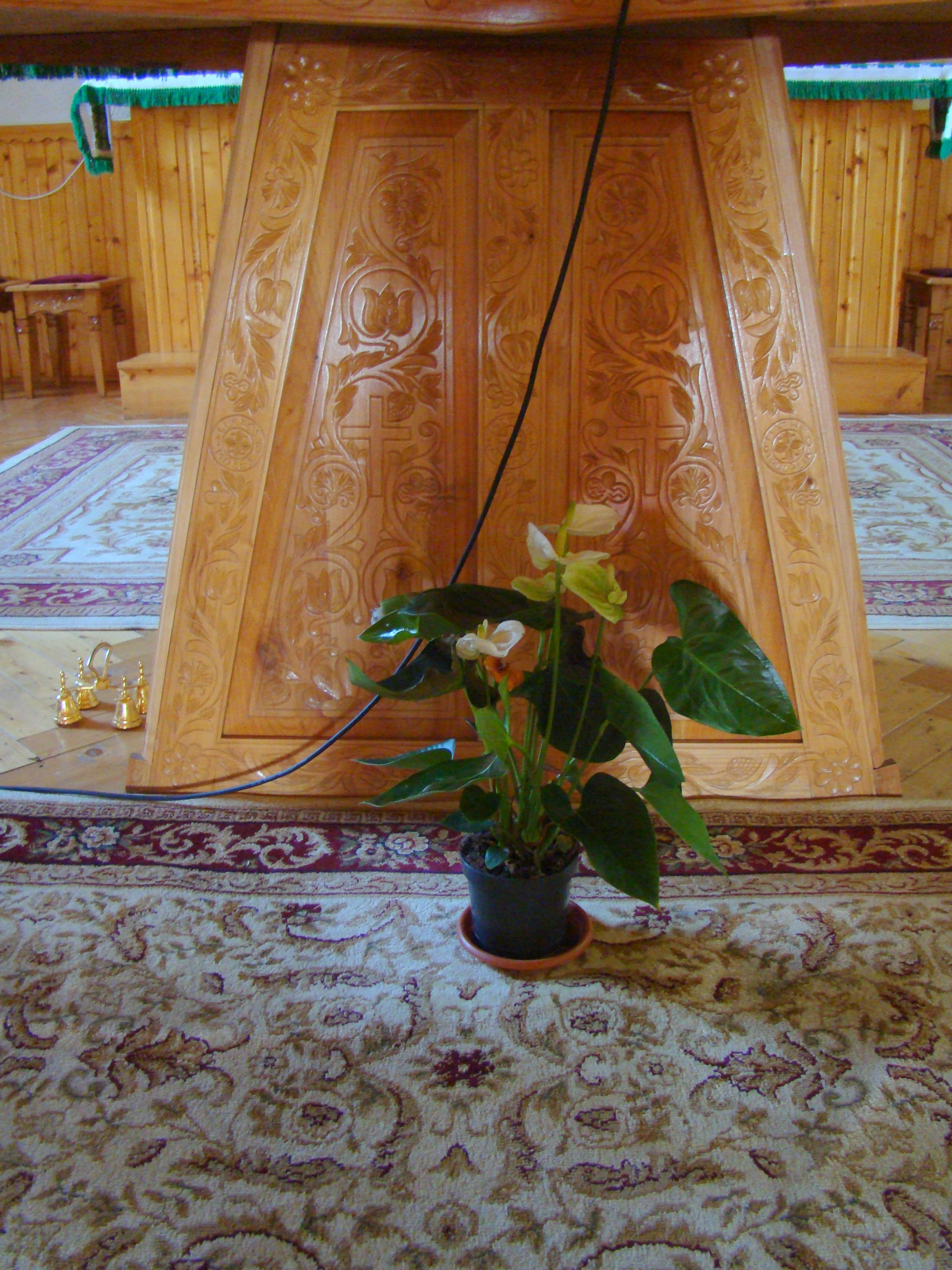
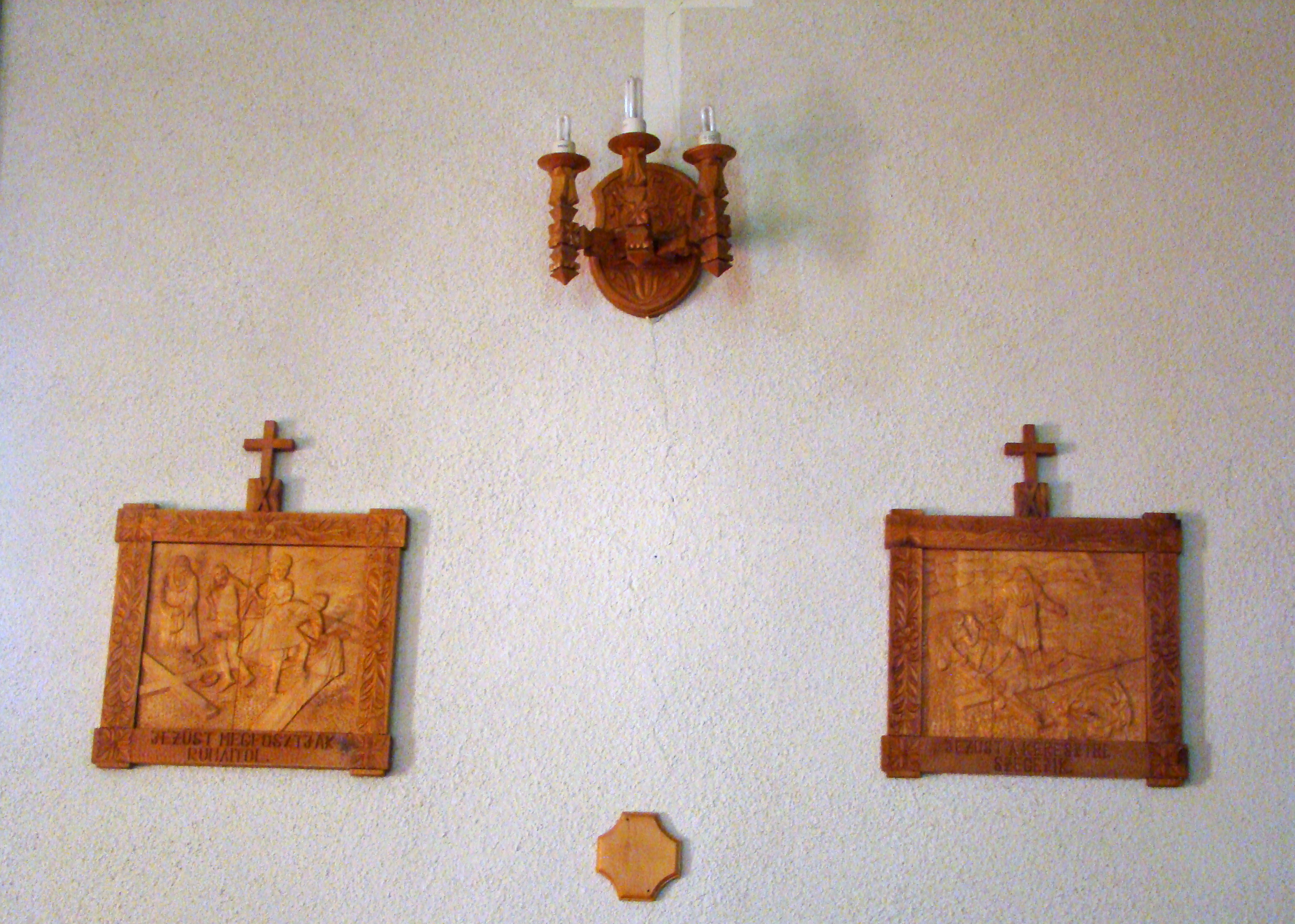
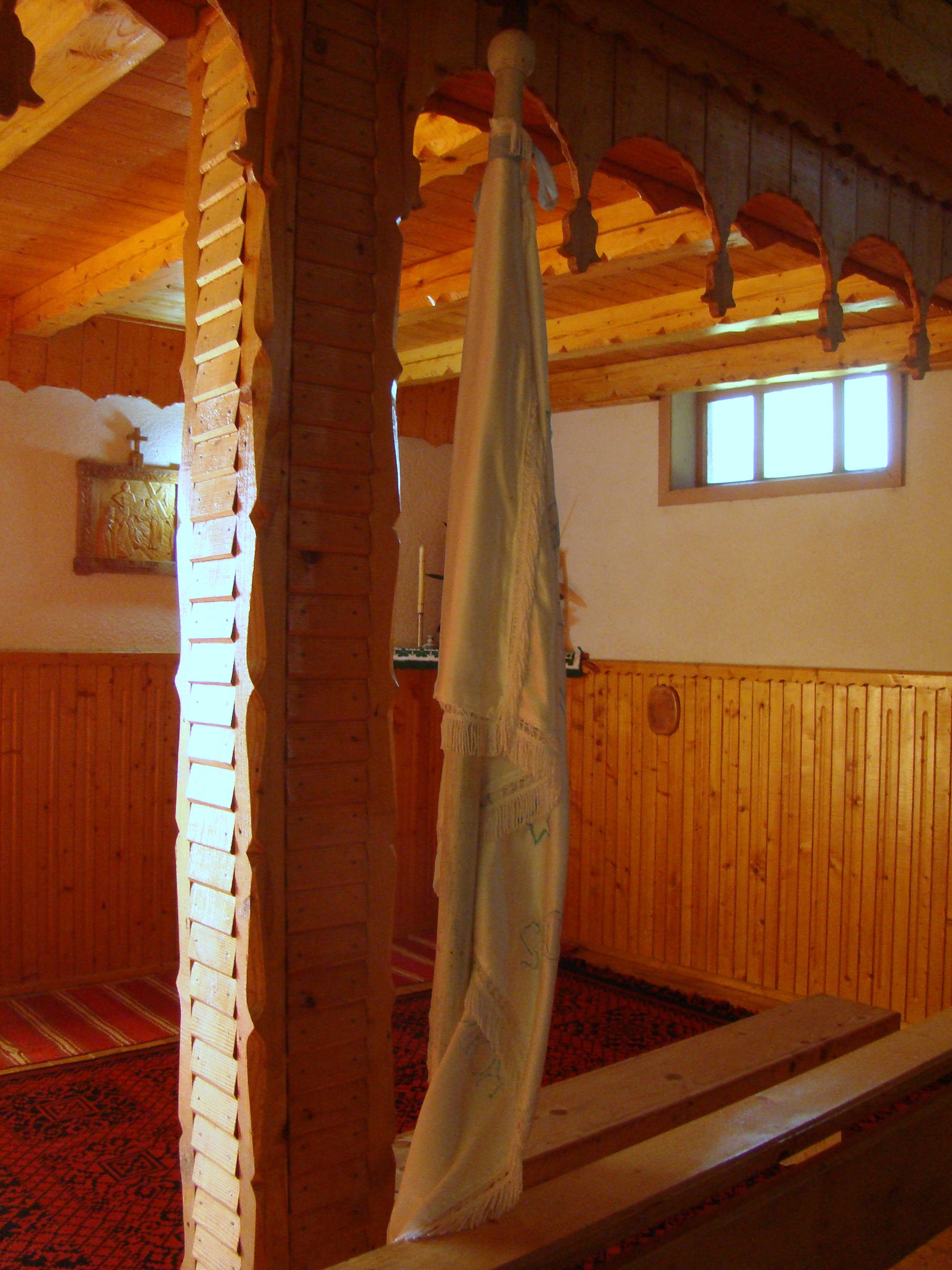
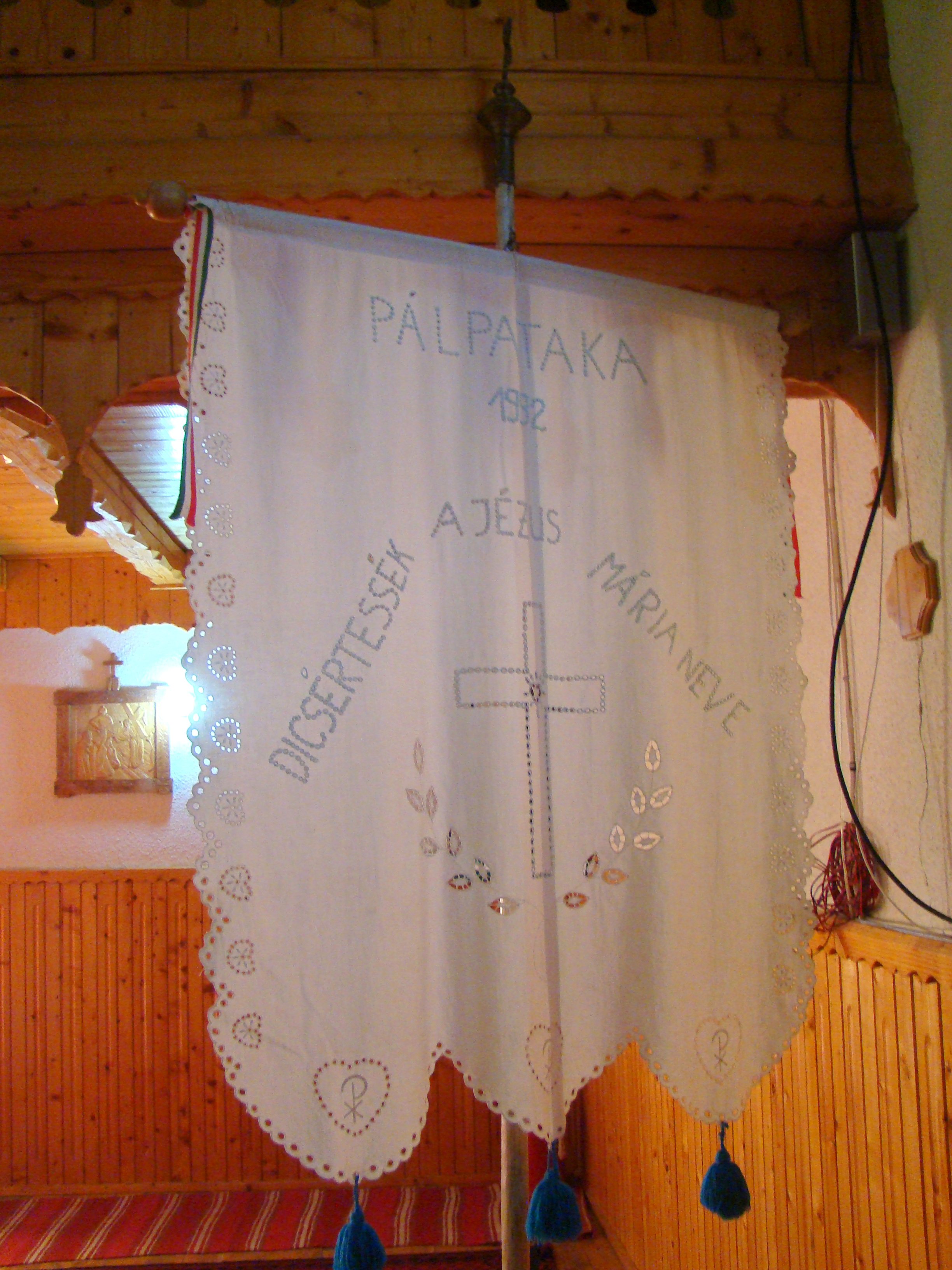
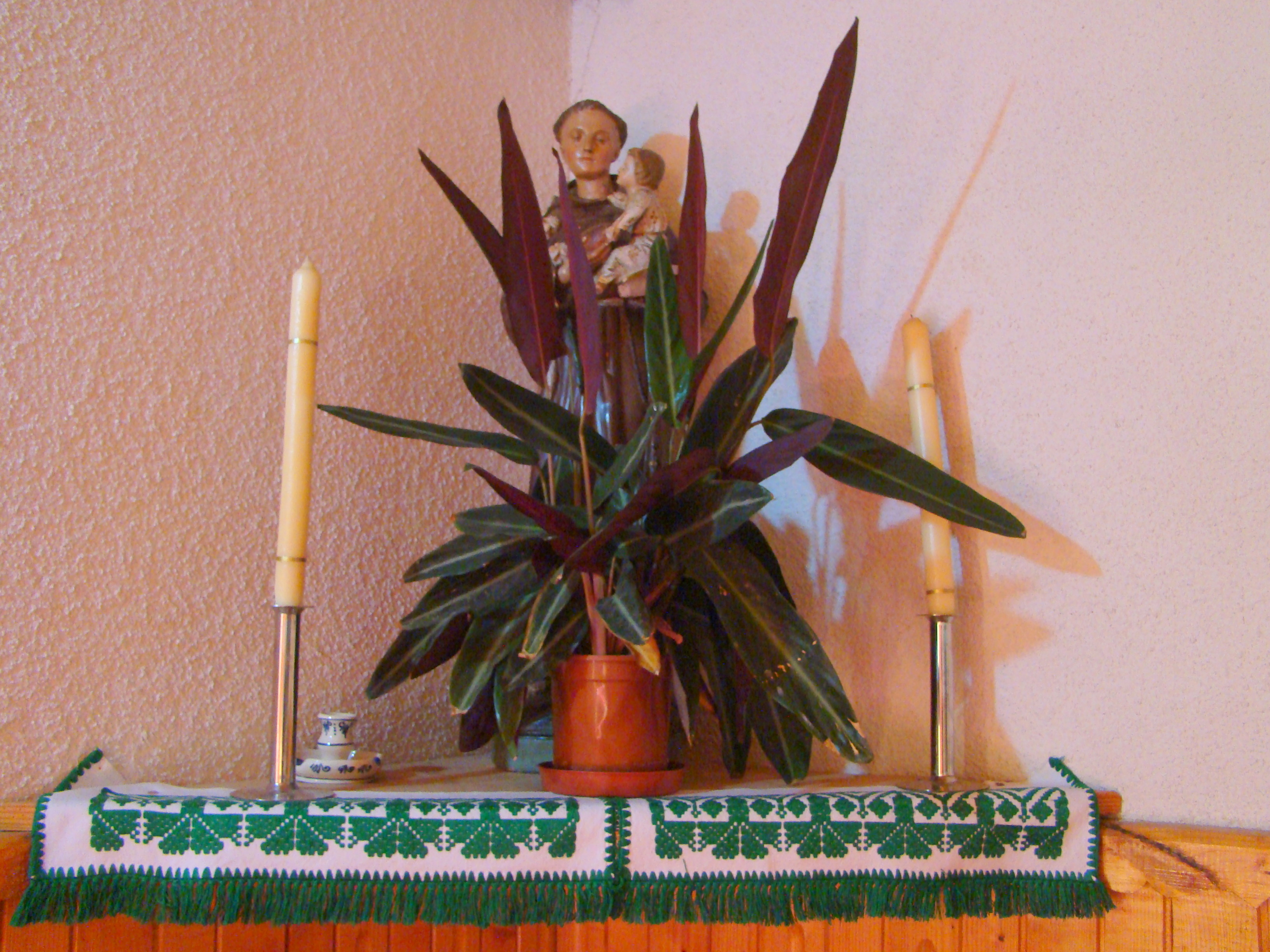
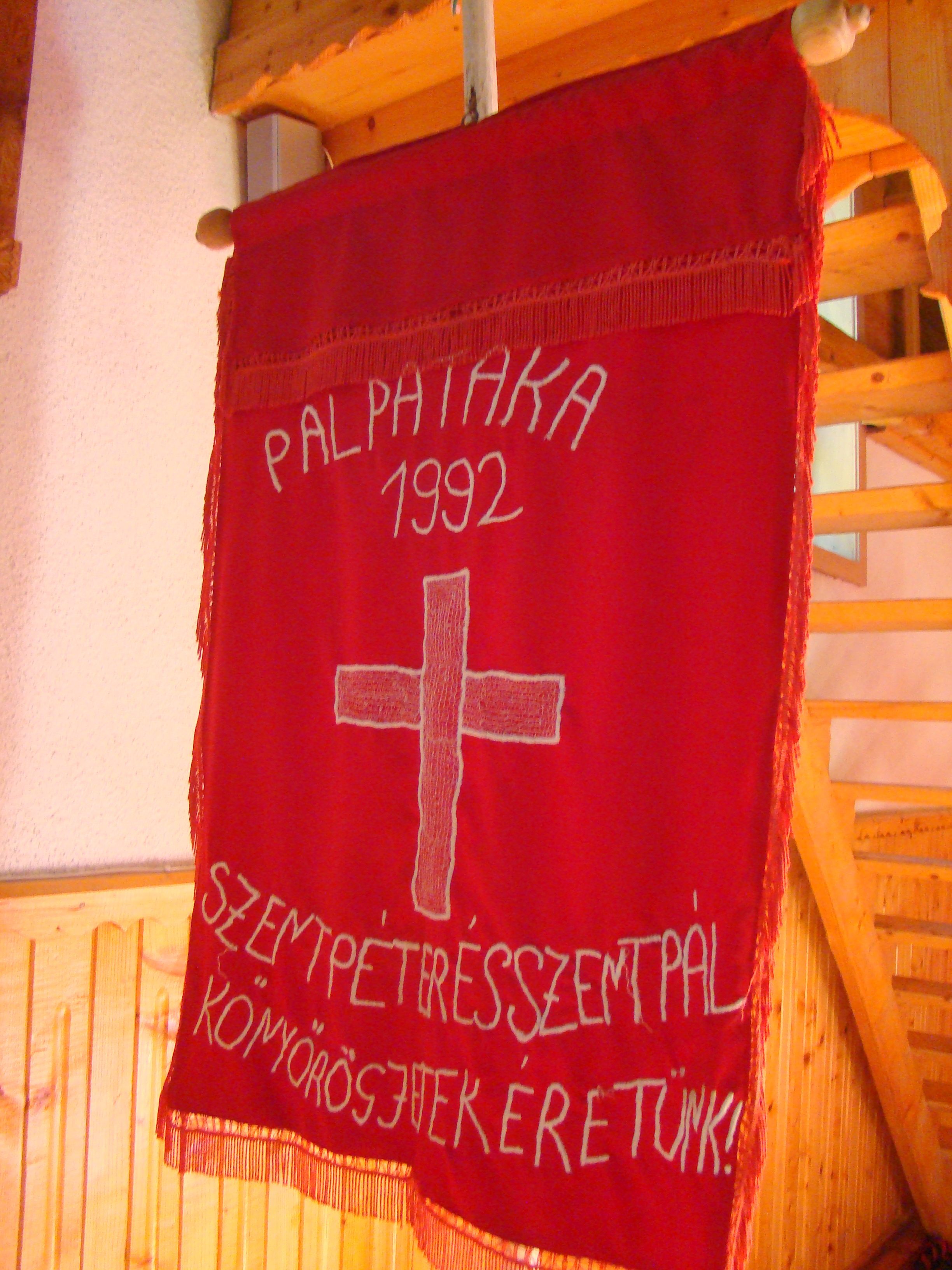
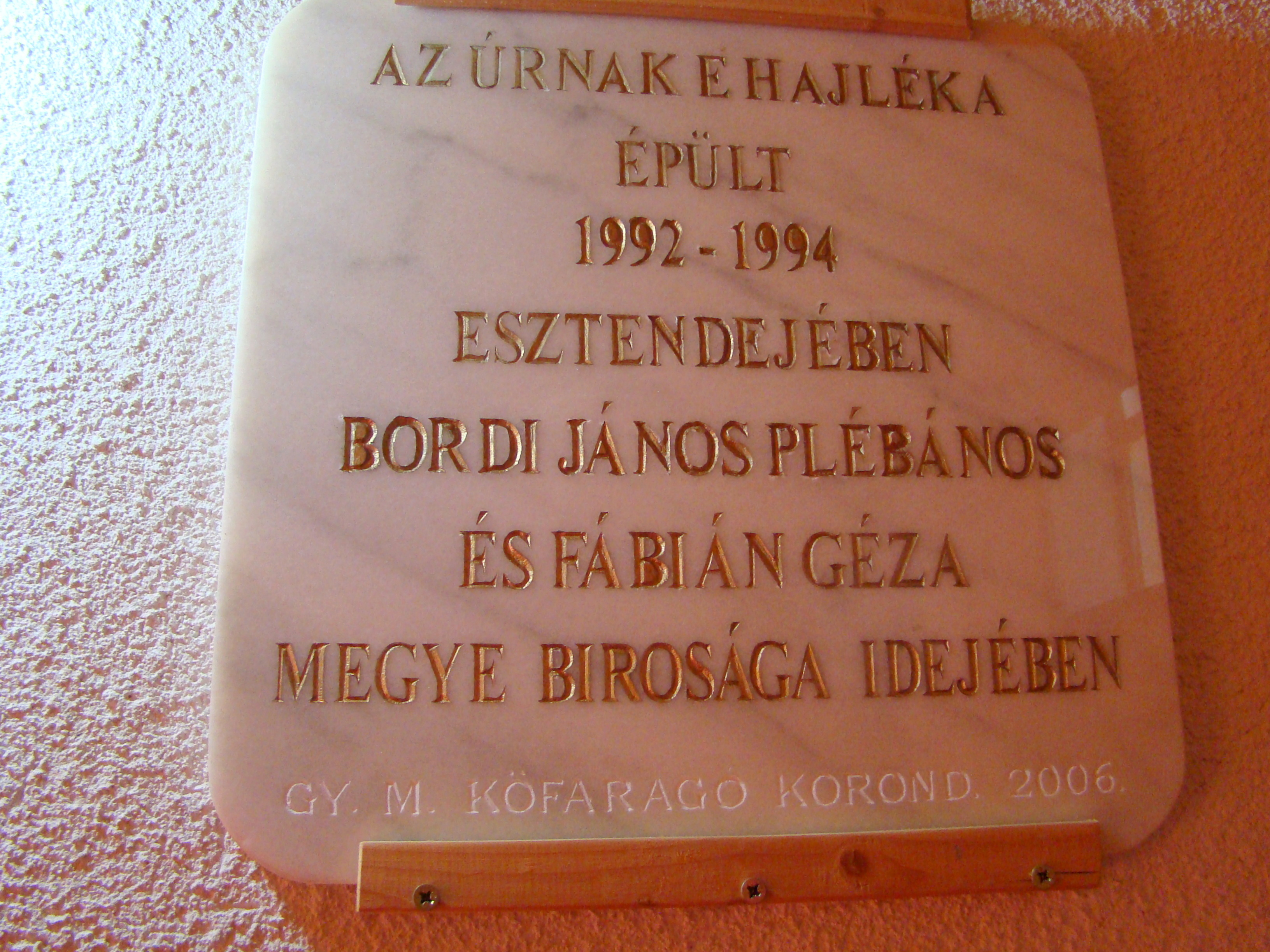
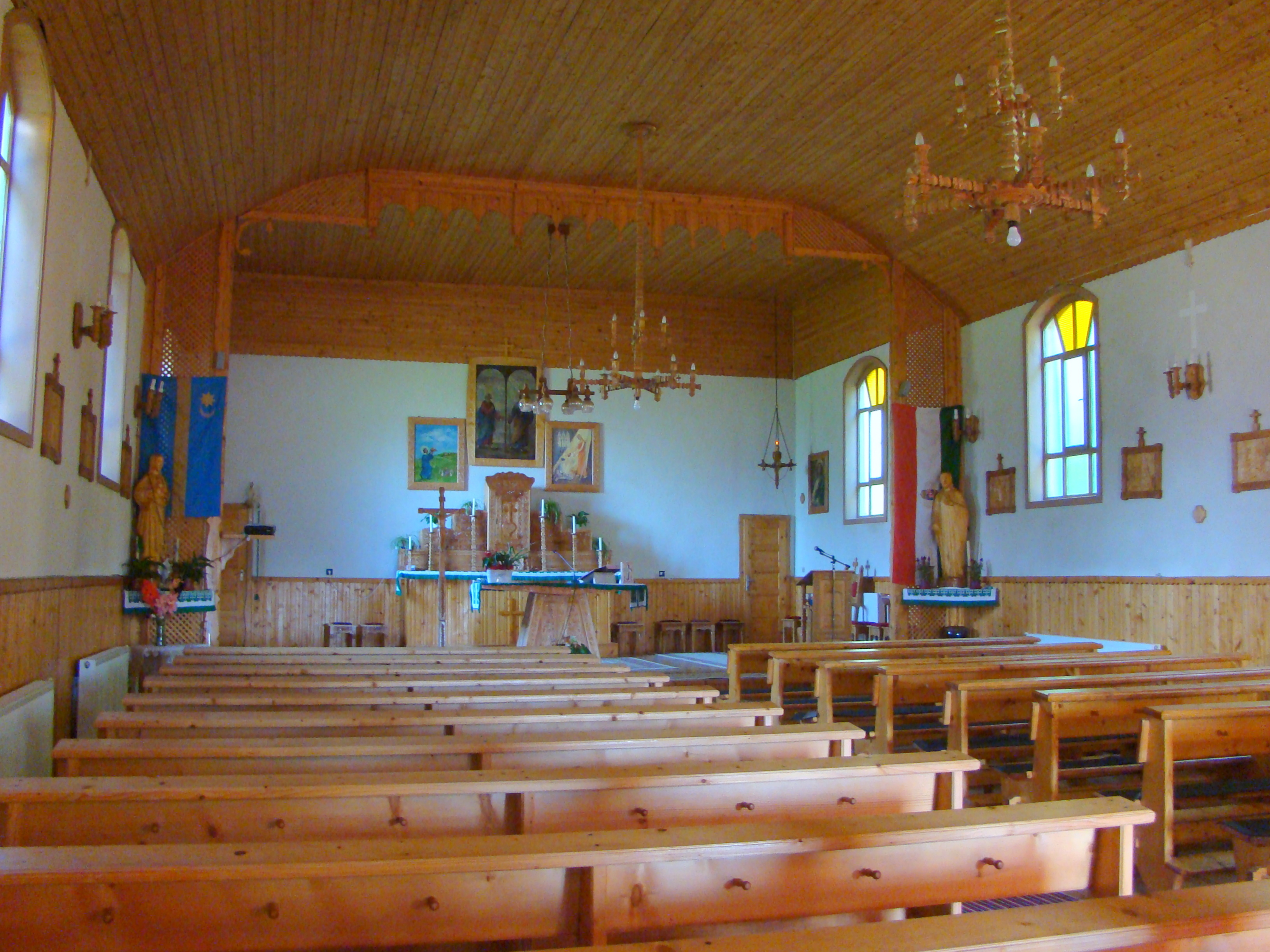
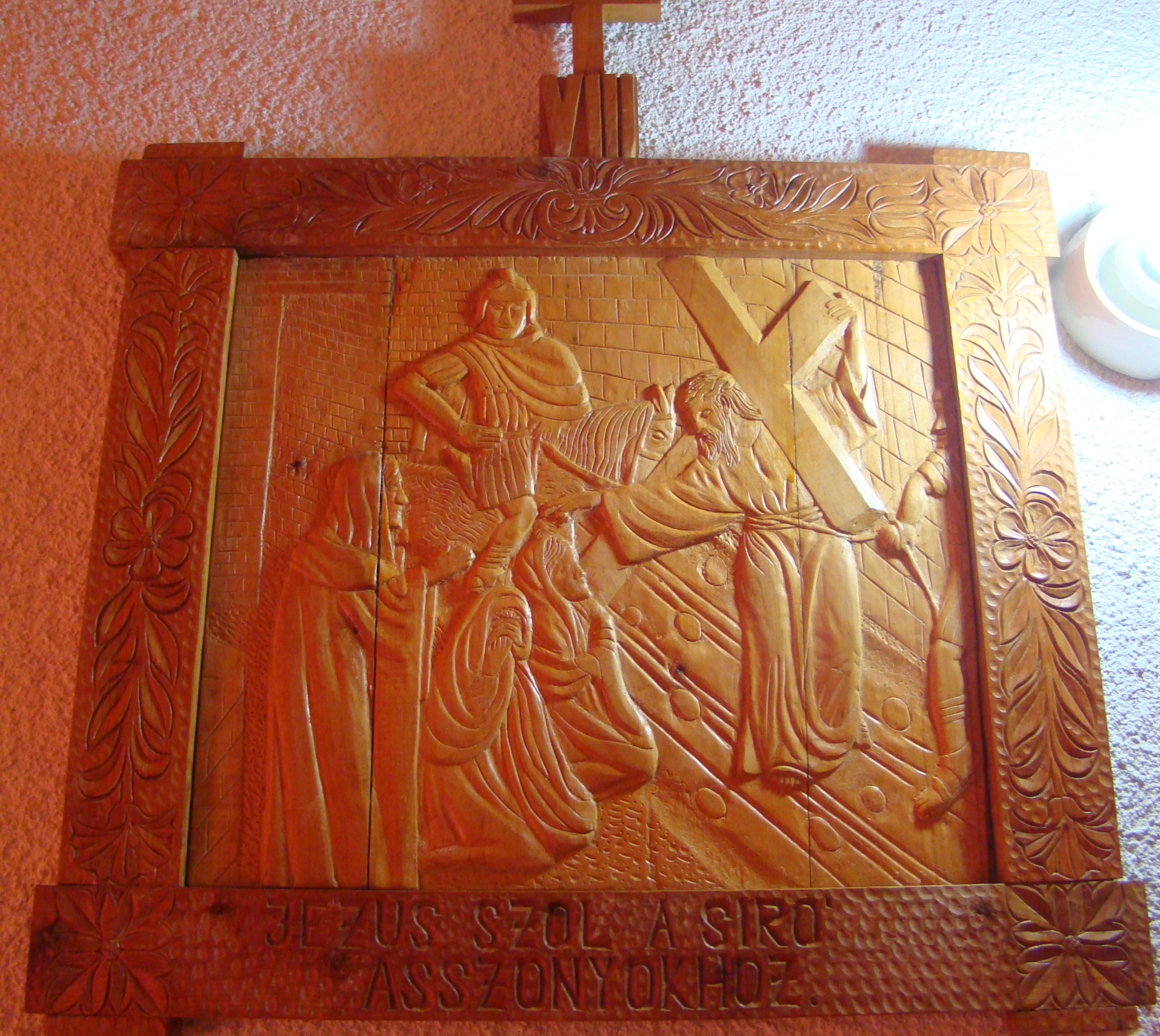
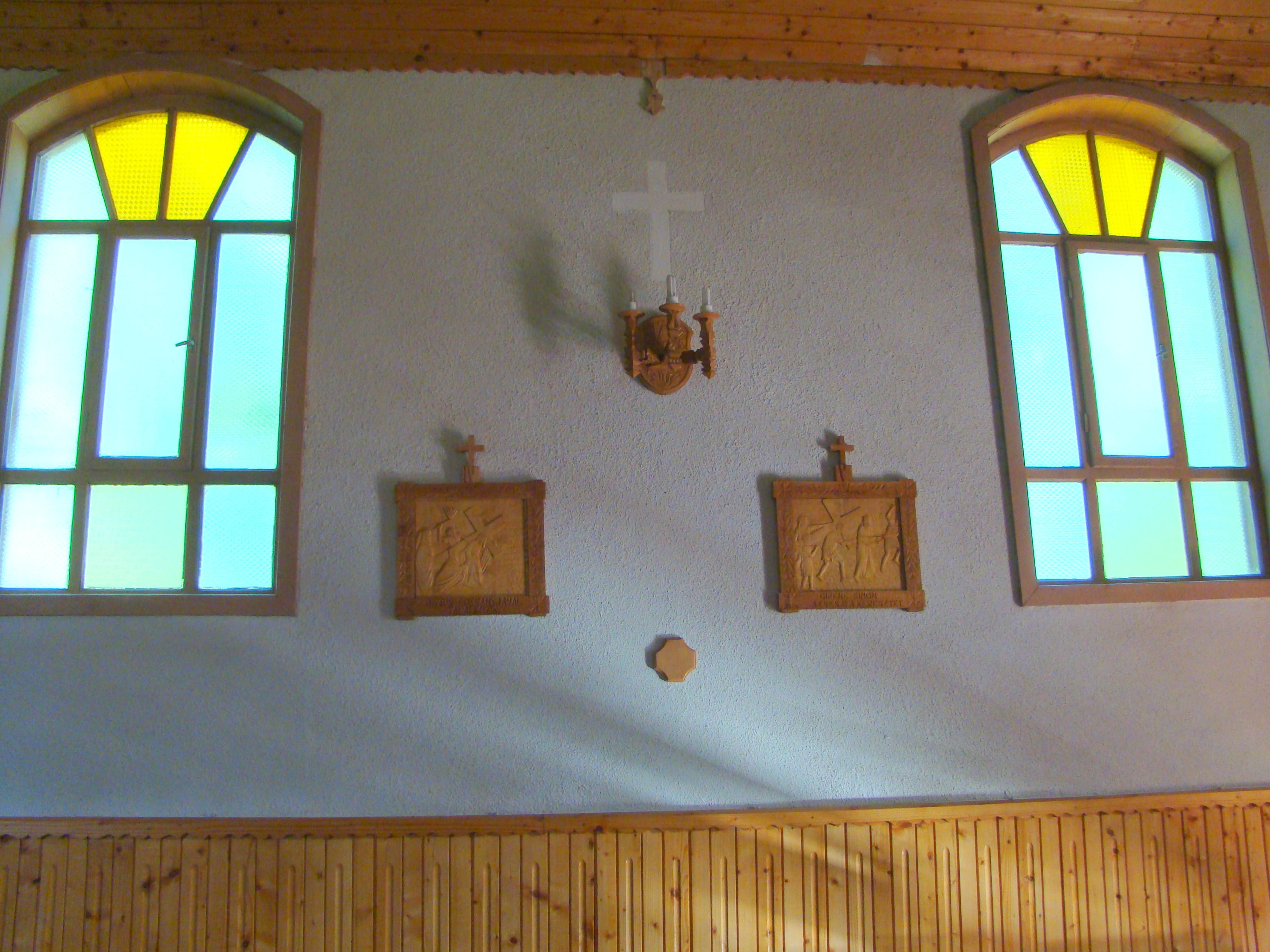
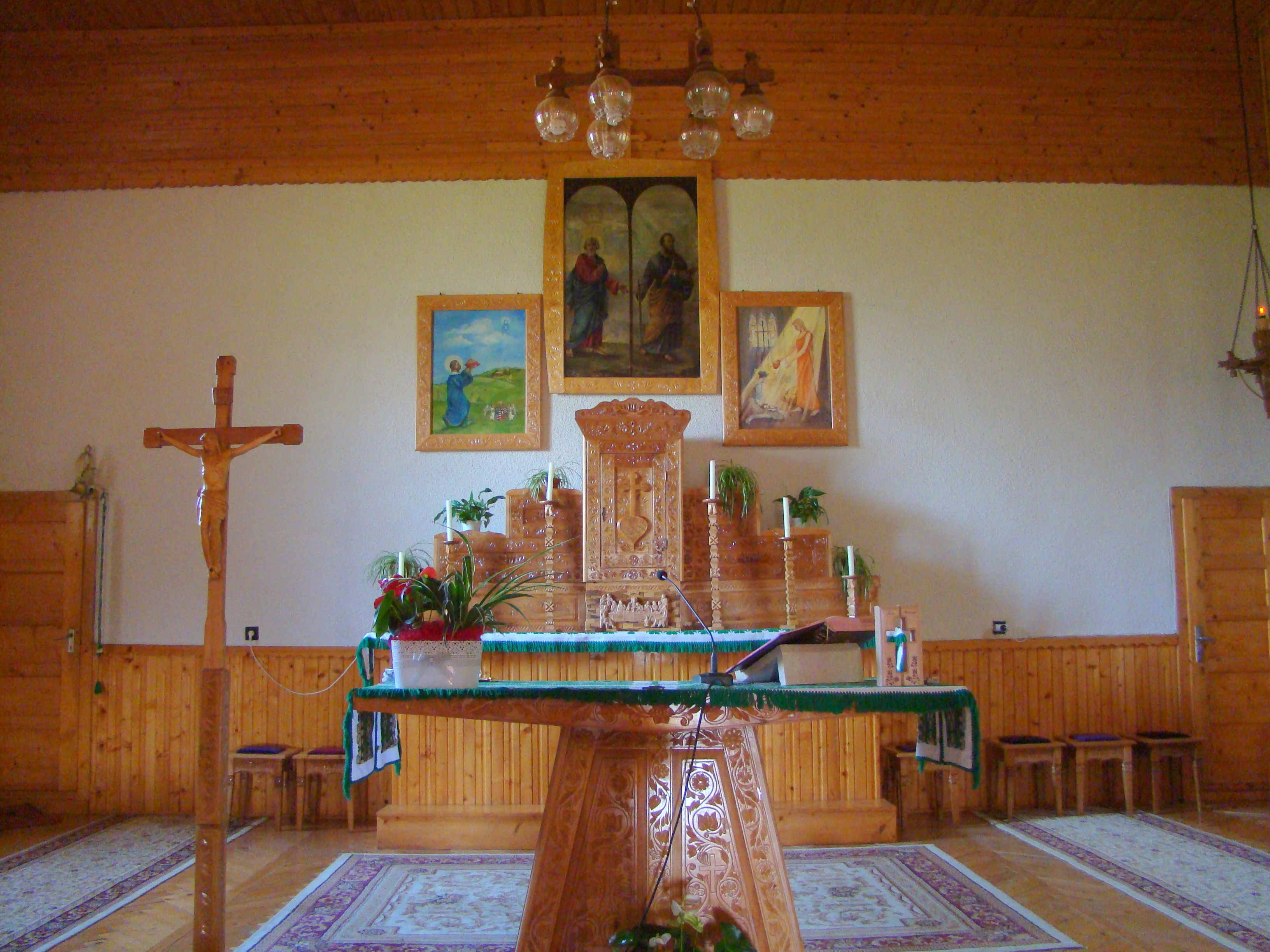
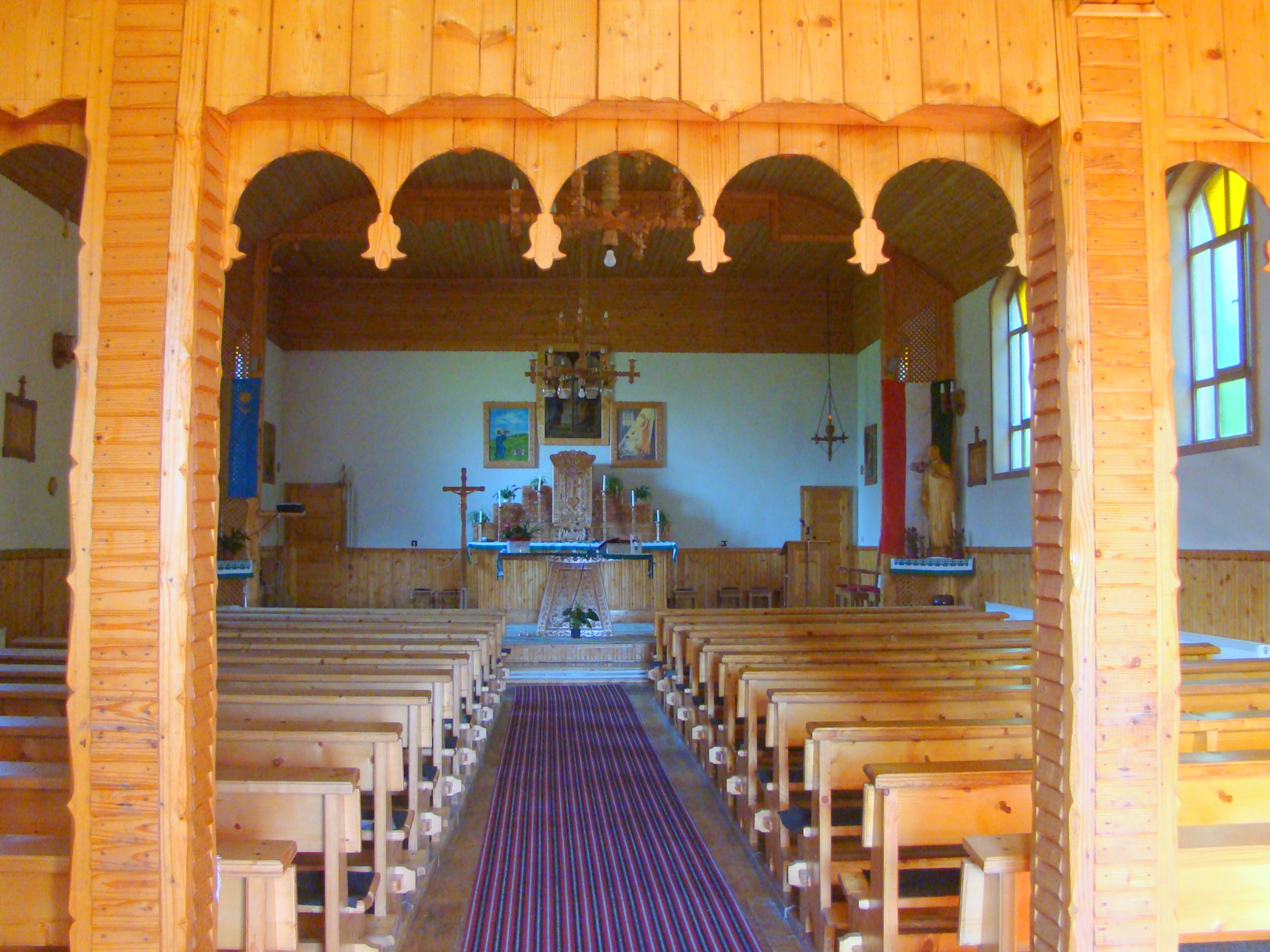

## Vezi și
- Valea lui Pavel, Harghita